# Plounévez-Quintin
Pour les articles homonymes, voir Plounévez.
Plounévez-Quintin [pluneve kɛ̃tɛ̃] est une commune du département des Côtes-d'Armor, dans la région Bretagne, en France.

## Géographie

### Localisation
Plounévez-Quintin, commune bretonne, se situe à la limite des cantons de Rostrenen et de Saint-Nicolas-du-Pélem et est limité à l'Est par la vallée du Blavet.
|  |

La commune fait partie du territoire breton traditionnel du pays Fañch.
| Trémargat       | Lanrivain         | Saint-Nicolas-du-Pelem |
| Kergrist-Moëlou | Plounévez-Quintin |                        |
|                 | Plouguernével     | Sainte-Tréphine        |

### Relief et hydrographie
Le tiers nord du finage communal est accidenté et plus élevé (le point culminant est à 257 mètres d'altitude entre Kerauffret et Dostic) et se termine par un escarpement assez prononcé, haut d'une cinquantaine de mètres, regardant vers le sud et dominant les deux tiers sud du territoire communal, moins bosselés, dont l'altitude moyenne avoisine les 200 mètres (un peu plus pour sa partie ouest, souvent aux alentours de 220 mètres) et moins pour ses parties centrale et orientale (le bourg est vers 176 mètres et sa partie orientale a des altitudes comprises entre 180 et 150 mètres.
Le réseau hydrographique est constitué principalement du fleuve côtier Blavet, qui est alors un peu en aval des gorges de Toul-Goulic et sert de limite orientale de la commune, la séparant de Lanrivain, Saint-Nicolas-du-Pélem et Sainte-Tréphine (coulant vers le sud, sa vallée est à 178 mètres d'altitude à son entrée sur le territoire communal, et encore encaissée d'une cinquantaine de mètres par rapport aux hauteurs avoisinantes, et à 140 mètres environ à sa sortie de la commune, sa vallée étant alors plus évasée) et de plusieurs de ses affluents de rive droite, l'un servant de limite communale au nord-ouest avec Trémargat ; un autre, le ruisseau de Belle Chasse, coule un temps au pied de l'escarpement précité, par exemple àproximité du moulin de Kerbrezot, avant de s'en éloigner quelque peu et de confluer avec le Blavet au nord de Tréfourdic ; le ruisseau de Resteloret et enfin le ruisseau de Kermanac'h, qui sert de limite sud à la commune, la séparant de Plouguernével. La partie occidentale de la commune est traversée par le ruisseau de Kerscoadec, qui est un sous-affluent de rive droite du Blavet, (il est un affluent du Petit Doré qui conflue avec le Blavet nettement plus en aval sur le territoire de la commune de Plouguernével).

### Géologie
Le granite du massif de Quintin est exploité dans la carrière de Kergourlay, sous le nom de "Gris celtique", comme roche ornementale.

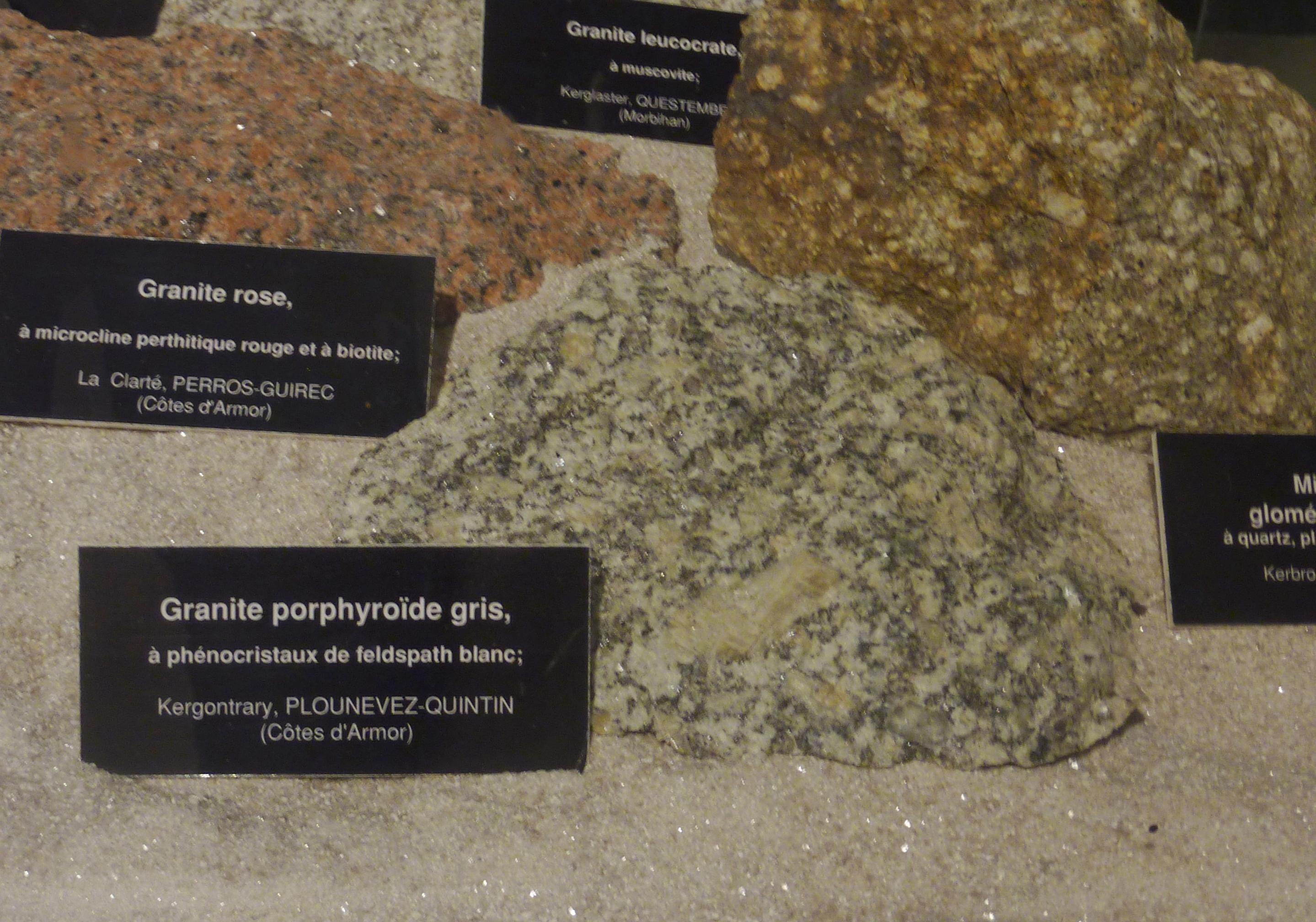
Granite porphyroïde gris trouvé à Plounévez-Quintin

### Hydrographie
Pour un article plus général, voir Réseau hydrographique des Côtes-d'Armor.
La commune est située dans le bassin Loire-Bretagne. Elle est drainée par le Blavet, le Belle Chasse, le ruisseau de Kerscoadec et le Kermanac'h,,.
Le Blavet, d'une longueur de 149 km, prend sa source dans la commune de Bourbriac et se jette  dans le canal de Nantes à Brest en limite de Plélauff et de Gouarec, après avoir traversé 31 communes.  Les caractéristiques hydrologiques du Blavet sont données par la station hydrologique située sur la commune de Lanrivain. Le débit moyen mensuel est de 1,49 m3/s. Le débit moyen journalier maximum est de 17,2 m3/s, atteint lors de la crue du 28 février 2010. Le débit instantané maximal est quant à lui de 21,9 m3/s, atteint le 13 décembre 2000.

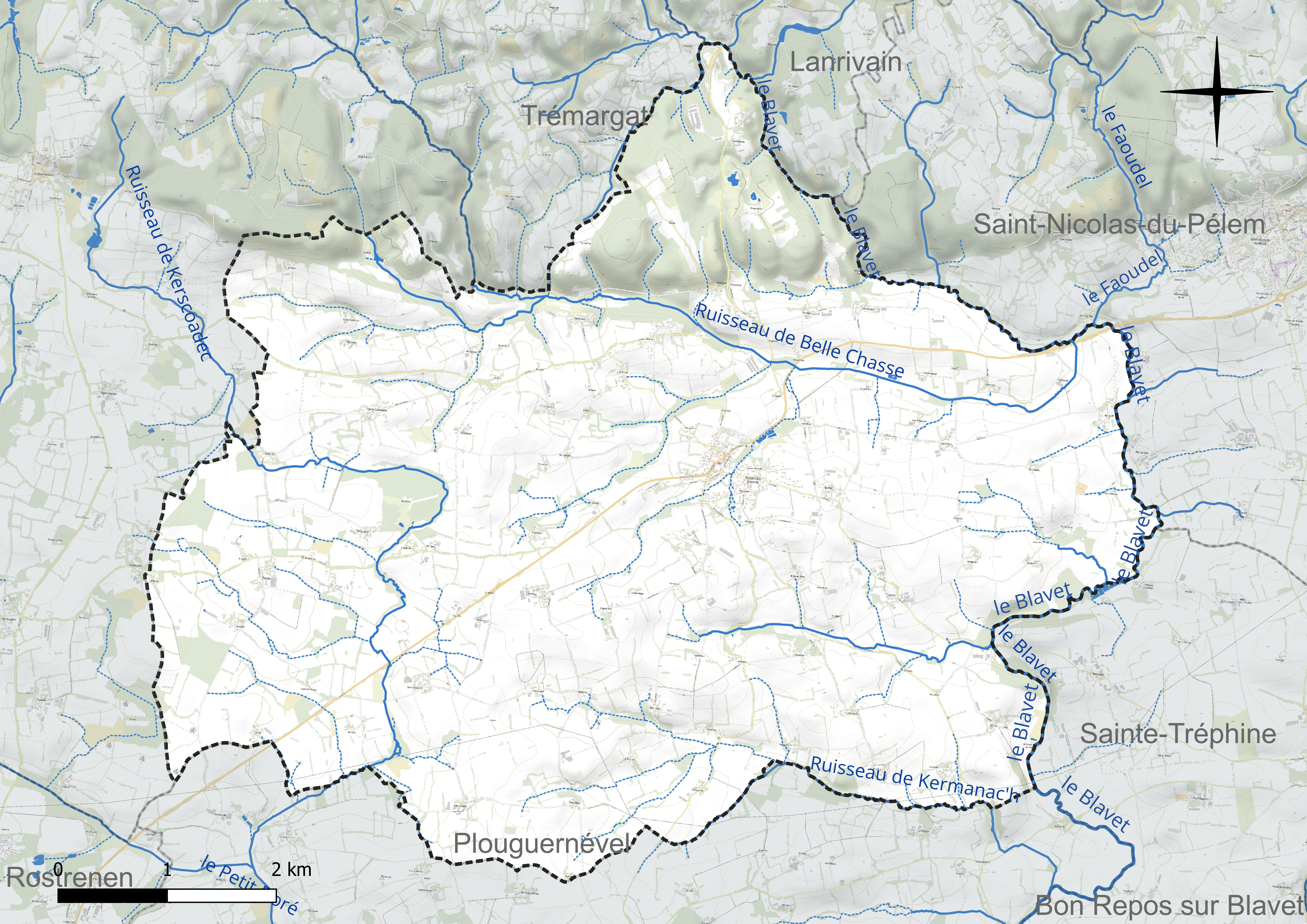
Réseau hydrographique de Plounévez-Quintin.

Le Belle Chasse, d'une longueur de 11 km, prend sa source dans la commune de Kergrist-Moëlou et se jette  dans le Blavet à Saint-Nicolas-du-Pélem, après avoir traversé quatre communes. 
Le Kerscoadec, d'une longueur de 11 km, prend sa source dans la commune de Kergrist-Moëlou et se jette  dans le Petit Doré à Plouguernével. 

### Climat
Pour des articles plus généraux, voir Climat de la Bretagne et Climat des Côtes-d'Armor.
En 2010, le climat de la commune est de type climat océanique franc, selon une étude du CNRS s'appuyant sur une série de données couvrant la période 1971-2000. En 2020, Météo-France publie une typologie des climats de la France métropolitaine dans laquelle la commune est exposée à un climat océanique et est dans la région climatique  Finistère nord, caractérisée par une pluviométrie élevée, des températures douces en hiver (6 °C), fraîches en été et des vents forts. Parallèlement l'observatoire de l'environnement en Bretagne publie en 2020 un zonage climatique de la région Bretagne, s'appuyant sur des données de Météo-France de 2009. La commune est, selon ce zonage, dans la zone « Monts d'Arrée », avec des hivers froids, peu de chaleurs et de fortes pluies.  
Pour la période 1971-2000, la température annuelle moyenne est de 10,7 °C, avec  une amplitude thermique annuelle de 11,6 °C. Le cumul annuel moyen de précipitations est de 1 049 mm, avec 15,9 jours de précipitations en janvier et 8 jours en juillet. Pour la période 1991-2020, la température moyenne annuelle observée sur la station météorologique la plus proche, située sur la commune de Rostrenen à 9 km à vol d'oiseau, est de 11,1 °C et le cumul annuel moyen de précipitations est de 1 146,6 mm,. Pour l'avenir, les paramètres climatiques de la commune estimés pour 2050 selon différents scénarios d'émission de gaz à effet de serre sont consultables sur un site dédié publié par Météo-France en novembre 2022.

### Transports
Plounévez-Quintin est un peu au nord de la voie express RN 164 (axe Châteaulin-Rennes) ; elle est desservie par cette route via les échangeurs de Rostrenen ou de Plouguernevel.
L'axe routier Quimper-Saint-Brieuc (qui correspond en partie à un tronçon de l'ancienne Route nationale 790) , via Gourin et Rostrenen passe par Plounévez-Quintin. C'est désormais la D 790.
La D 8, qui vient de Gouarec, passe par Plounévez-Quintin et poursuit son tracé sud-nord jusqu'à Guingamp via Lanrivain et Bourbriac.

### Habitat

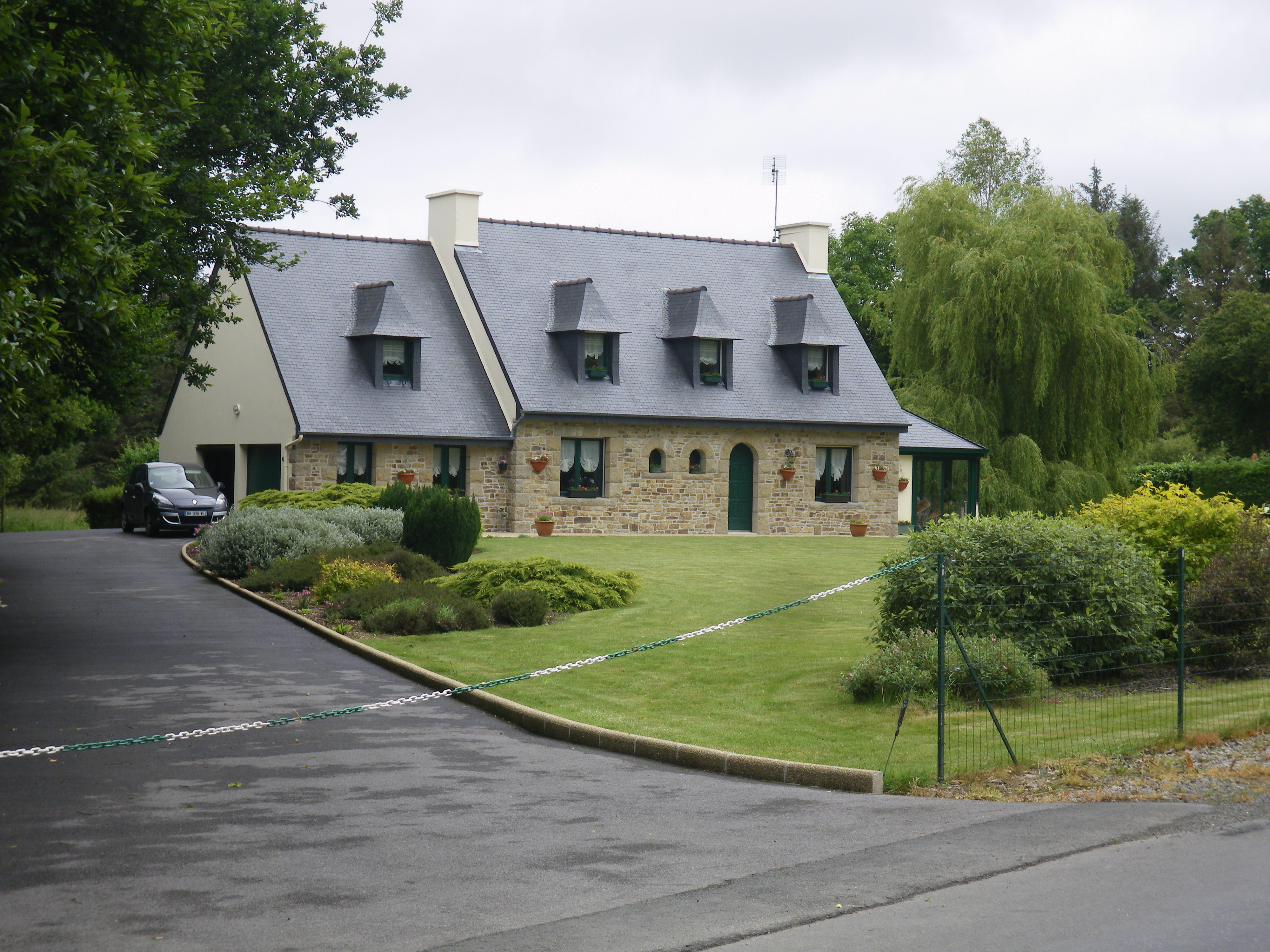
Maison de style néo-breton à Plounévez-Quintin.

Plounévez-Quintin présente un paysage agraire traditionnel de bocage avec un habitat dispersé sous forme d'écarts constitués de hameaux (dénommés localement "villages") et de fermes isolées.
Des restes de maisons bâties avec des murs constitués d'orthostates (pierres entières dressées) en schiste existent à Pont-Rot et à Kerhir (ce sont d'anciennes maisons d'ouvriers).

## Urbanisme

### Typologie
Au 1er janvier 2024, Plounévez-Quintin est catégorisée commune rurale à habitat dispersé, selon la nouvelle grille communale de densité à 7 niveaux définie par l'Insee en 2022.
Elle est située hors unité urbaine. Par ailleurs la commune fait partie de l'aire d'attraction de Rostrenen, dont elle est une commune de la couronne,. Cette aire, qui regroupe 10 communes, est catégorisée dans les aires de moins de 50 000 habitants,.

### Occupation des sols

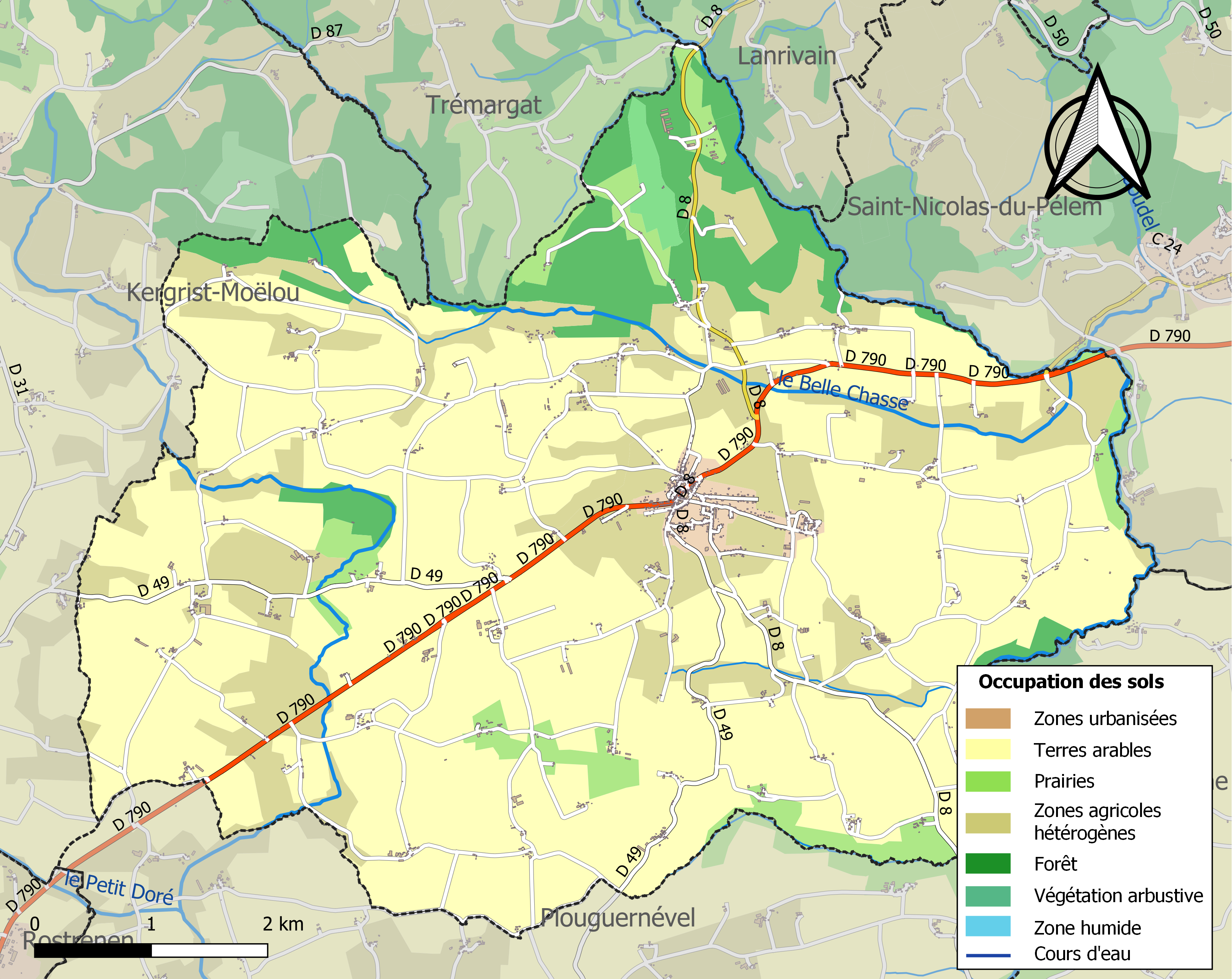
Carte des infrastructures et de l'occupation des sols de la commune en 2018 (CLC).

Le tableau ci-dessous présente l'occupation des sols de la commune en 2018, telle qu'elle ressort de la base de données européenne d’occupation biophysique des sols Corine Land Cover (CLC).
| Type d’occupation                                                                   | Pourcentage | Superficie (en hectares) |
| ----------------------------------------------------------------------------------- | ----------- | ------------------------ |
| Tissu urbain discontinu                                                             | 1,5 %       | 63                       |
| Terres arables hors périmètres d'irrigation                                         | 64,6 %      | 2804                     |
| Prairies et autres surfaces toujours en herbe                                       | 4,4 %       | 192                      |
| Systèmes culturaux et parcellaires complexes                                        | 17,1 %      | 741                      |
| Surfaces essentiellement agricoles interrompues par des espaces naturels importants | 3,8 %       | 167                      |
| Forêts de feuillus                                                                  | 6,6 %       | 285                      |
| Forêts de conifères                                                                 | 1,2 %       | 50                       |
| Forêts mélangées                                                                    | 0,25 %      | 11                       |
| Forêt et végétation arbustive en mutation                                           | 0,7 %       | 29                       |
| Source : Corine Land Cover                                                          |             |                          |

## Toponymie
Le nom de la localité est attesté sous les formes Plebs Nova in Kintin vers 1330, Plebs Nova in Quintin en 1334, 1368 et en 1405, Ploenez-Quintin en 1407, Ploenevez Quintin en 1535 et en 1536.
Le nom de Plounévez vient du mot breton ploe qui veut dire paroisse et de nevez qui veut dire nouveau et le nom Quintin lui viendrait du mot latin quintum qui désignerait la cinquième borne milliaire qui aurait balisé la voie romaine.

## Histoire

### Préhistoire et Antiquité

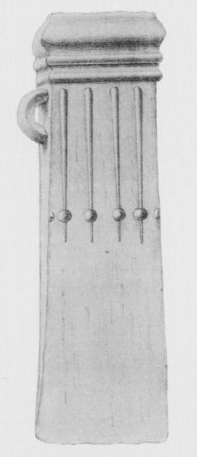
Hache à douille trouvée au XIXe siècle à Coz-Ty en Plounévez-Quintin (Trésors archéologiques de l'Armorique occidentale, 1886).

Un tumulus aisi qu'un menhir couché en granite, long de 4,50 mètres et situé le long d'un ruisseau se trouvent à Trovran. Une enceinte circulaire de 8 mètres de diamètre, avec un talus intérieur haut de 5 mètres, séparé par un fossé de 6 mètres de large d'un autre épaulement en terre haut de 6 mètres, domine la rive droite du Blavet à Kergontrary.
La voie romaine allant de Vorgium à Corseul passe à 2 kilomètres du bourg. Un fragment de borne milliaire a été découvert au Pont-Hir, près du village de Kerhir, en 1835 ; d'après un fragment d'inscription, elle daterait de l'an 202 et serait en l'honneur de Septime Sévère

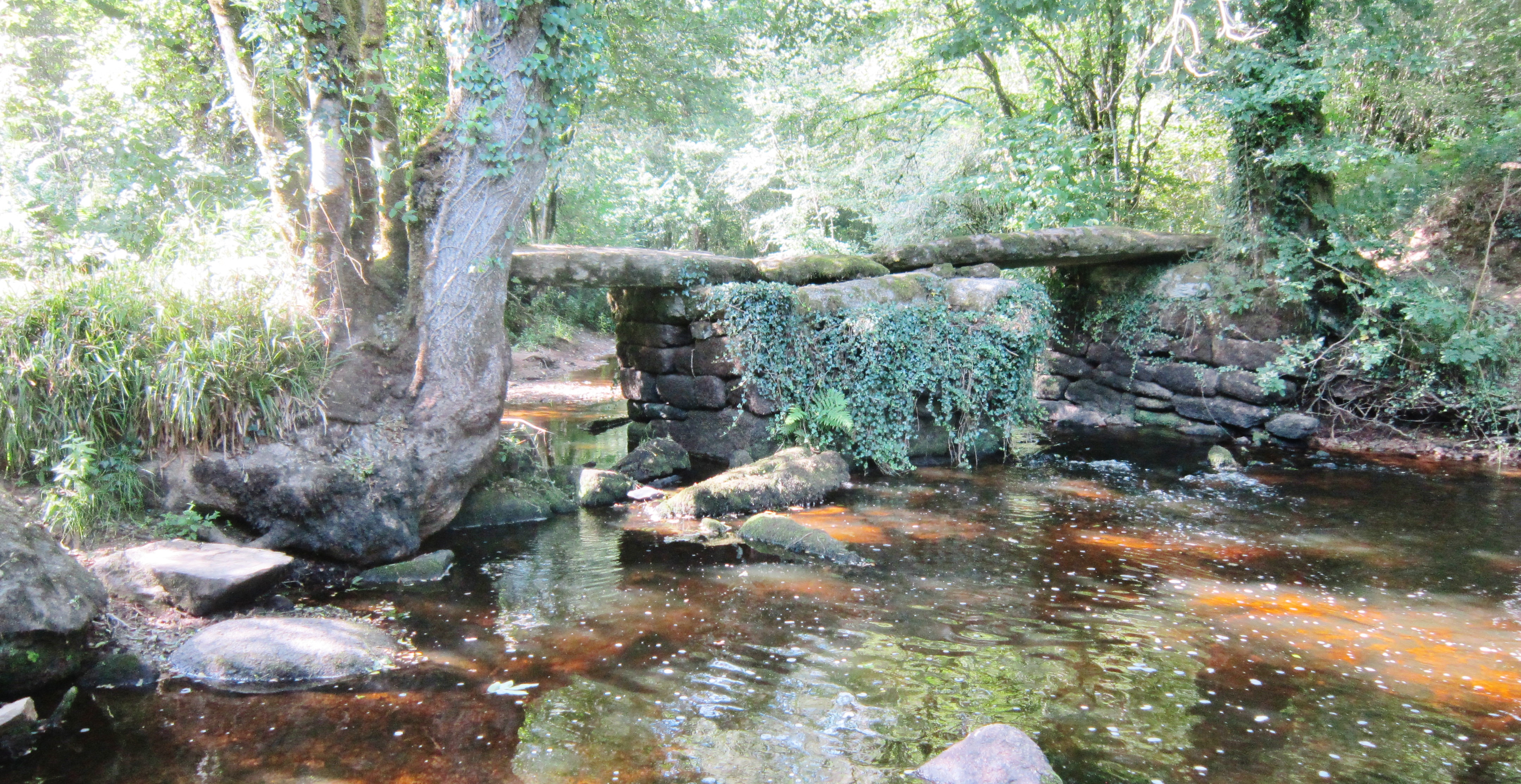
Le pont gallo-romain sur le Blavet (limite entre Plounévez-Quintin et Lanrivain).
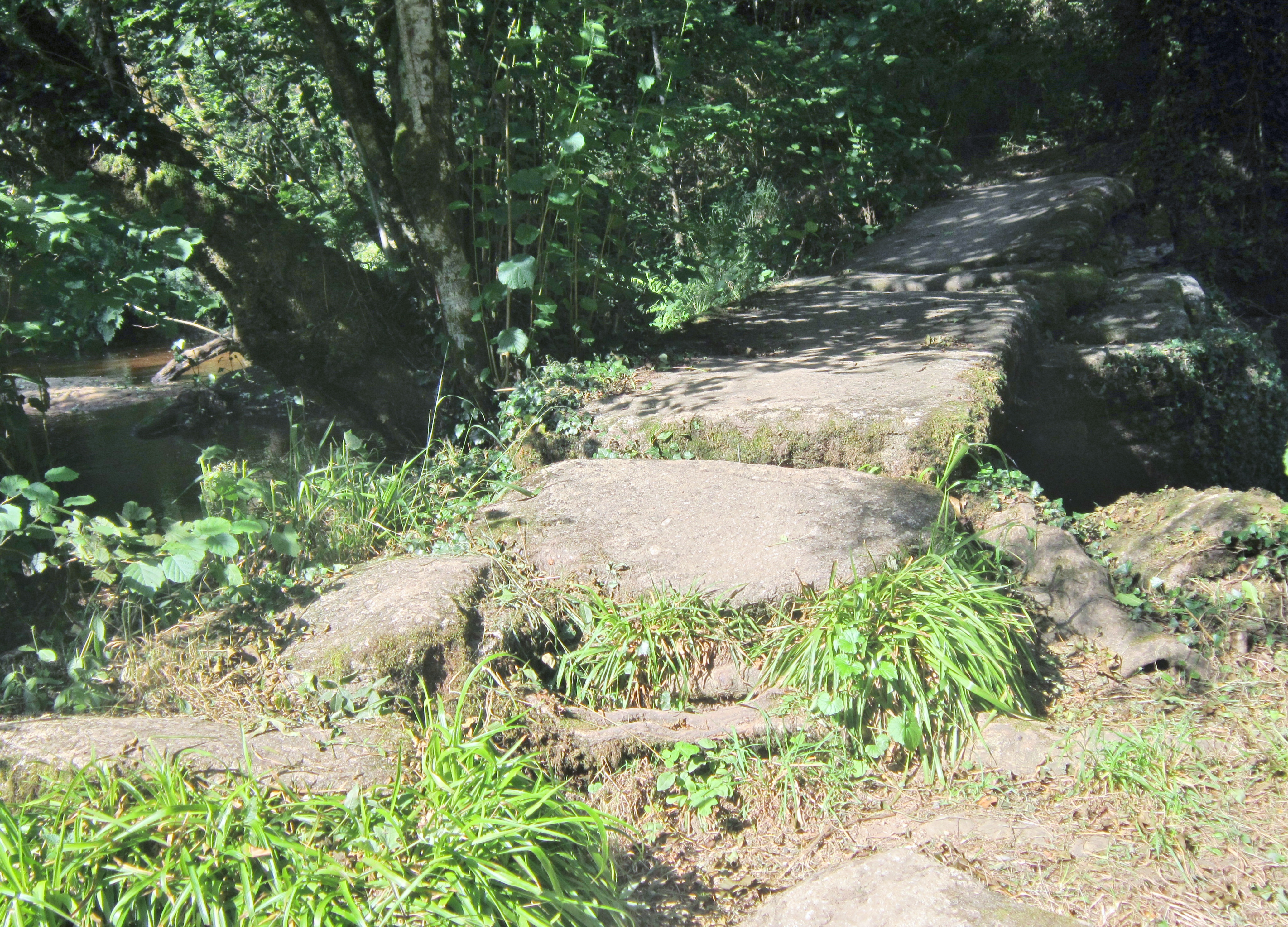
Le pont gallo-romain sur le Blavet vu du dessus.

### Moyen-Âge
Plounévez-Quintin est un démembrement de la paroisse de l'Armorique primitive de Plouguernevel. La paroisse appartenait alors à l'évêché de Cornouaille.
Plounévez-Quintin appartenait au fief de la seigneurie de Quintin (située au château de Trovran) jusqu'au XIIIe siècle et en fut détaché lors de l'héritage de Catherine de Quintin, épouse d'Eudon, sire de Quélen, en Locarn. Cette seigneurie passa en 1588 dans la famille de Lannion.

### Temps modernes
La région faisait partie de la seigneurie puis du duché de Quintin et de la baronnie de Trovran (ou Trovan).
Jean-Baptiste Ogée décrit ainsi Plounévez-Quintin en 1778 :

« Plounévez-Quintin ; sur une hauteur ; à 16 lieues au Nord-Est de Quimper, son évêché ; à 25 lieues de Rennes et à 5 lieues de Quintin, sa subdélégation. Cette paroisse ressortit à Carhaix et compte 1 600 communiants, y compris ceux de Trémargat, sa trève ; la cure est à l'alternative. Les juridictions sont Rostrenen, baronnie, avec haute, moyenne et basse justice, à Mme la duchesse d'Elbeuf ; Vieux-Châtel, avec haute, moyenne et basse justice ; Touran [en fait Trovran], haute, moyenne et basse justice; Plounévez-Quintin, haute, moyenne et basse justice, à Mademoiselle de Lannion ; Scoadec, haute, moyenne et basse justice ; et Quercomdec, moyenne justice, à M. de Saint-Pern-Ligouyer; Leurivault, moyenne et basse justice, à M. de Coëtrieux ; Quememnan, moyenne et basse justice, à M. Trogoff ; Quergontraly, moyenne et basse justice, à M. Perrein ; M. de Kernizan posède le château de Kerborne, par la cuisine duquel passe la rivière de Blavet, qui prend une partie de sa source dans cette paroisse. Cette rivière est fort poissonneuse, surtout en truites. Le château de Penquer-le-Borde se voit aussi dans ce territoire, où sont des terres bien cultivées et des landes »

### Révolution française
La commune de Plounévez fit partie un temps du canton de Bothoa pendant la Révolution française entre 1793 et 1801. Elle prit le nom de Plounévez-Quintin en 1801 (pour éviter les confusions avec Plonévez-du-Faou et autres Plounévez).
Noël Baudremont fut curé de Plounévez-Quintin entre 1769 et 1791 ; prêtre réfractaire, il fut remplacé par un prêtre constitutionnel, Le Bourhis, qui resta en fonction jusqu'au Concordat. Un autre prêtre né à Plounévez-Quintin, Maurice Quéré, fut déporté à la citadelle de Saint-Martin-de-Ré en 1799 et libéré en 1800 avant d'être nommé à Neulliac près de Pontivy jusqu'à sa mort en 1837.

### LeXIXesiècle
En 1801, à la suite du Concordat, Plounévez-Quintin, ainsi que toute la région avoisinante, est rattachée au diocèse de Saint-Brieuc et au doyenné de Rostrenen. Plusieurs chapelles qui existaient sous l'Ancien Régime ont disparu dans le courant du XIXe siècle (chapelles de Saint-Herbot, de Saint-Conan, de Saint-Yvien) ou du XXe siècle (chapelle de Solventer).

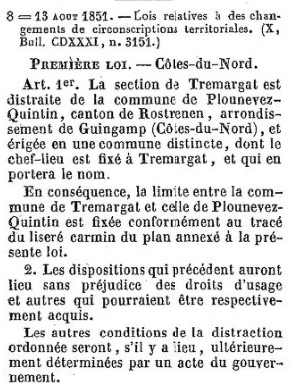
Loi concernant la création de la commune de Trémargat (8 août 1851, Collection complète des lois, décrets, ordonnances, réglements, et avis du Conseil d'Etat).

Trémargat devient une paroisse par l'ordonnance royale du 29 juin 1841 et commune indépendante, détachée de Plounévez-Quintin, par un décret en date du 8 août 1851.
A. Marteville et P. Varin, continuateurs d'Ogée, décrivent ainsi Plounévez-Quintin en 1853 :

« Plounévez-Quintin ; commune formée de l'ancienne paroisse de ce nom, y compris sa trève, Trémargat, qu'elle a gardé [ce n'est plus vrai depuis 1851, date à laquelle Trémargat est devenu une commune indépendante] ; aujourd'hui succursale. (...) Principaux villages : Toul-Hoton, Guenavalon, le Goaffr, Kersquibic, les Helles, Trémargat, Kergonan, Guillerbot, Quinquinis-Auffret, Créfuriec, Kerguiniou, Kerlufudec, Garviniou, Cristivel, Kermagangal, Keramers, Kergoff-Bras, Ruscouan, Kerguiven, Quellec, Kerborgne, Lanvenou, Kerveno, Resteboret, Kerpalmer, Poullenmeury, Goueziliou, Poull-en-Coff, Kertlave, Queneconarch, le Collodic, Locoal, Perran, Kerguiec, Saint-Colomban, Stancolobret, Guerdou, le Bot-Col, le Garz, le Helou. Superficie totale : 5 683 hectares, dont (...) terres labourables  3 473 ha, prés et pâturages 666 ha, bois 125 ha, landes  1 138 ha (...). Moulins : 11 (de Porsporet, Nevez-Saint-Georges, Voz-Saint-Georges, de Kerborgne, de Conan, de Kerbrezot, de Querou, à eau). (...) Géologie : granite à Trémargat. On parle le breton. »

Joachim Gaultier du Mottay a décrit Plounévez-Quintin en 1862 ; il indique que l'école des garçons a alors 42 élèves et celle des filles 17 élèves ; il écrit : « Territoire très élevé, fort accidenté au nord où il est granitique, et plus montueux qu'au sud où il devient argileux. Dans cette partie il est boisé et couvert de quelques vergers. Terres légères et médiocres. L'église, nouvellement restaurée, est placée sous le patronage de saint Pierre. La commune possède quatre chapelles : celles de Notre-Dame de Kerhir, qui est belle et porte la date de 1596 ; de Saint-Colomban, de Saint-Roc'h et de Saint-Bonaventure. Châteaux modernes de Trovran, de Keranborgne et de Kergantary »

### LeXXesiècle

#### La Belle Époque
L'école des filles de Plounévez-Quintin, tenue par les Filles de Sainte Marie de la Présentation de Broons est fermée par décision préfectorale en date du 13 août 1903.

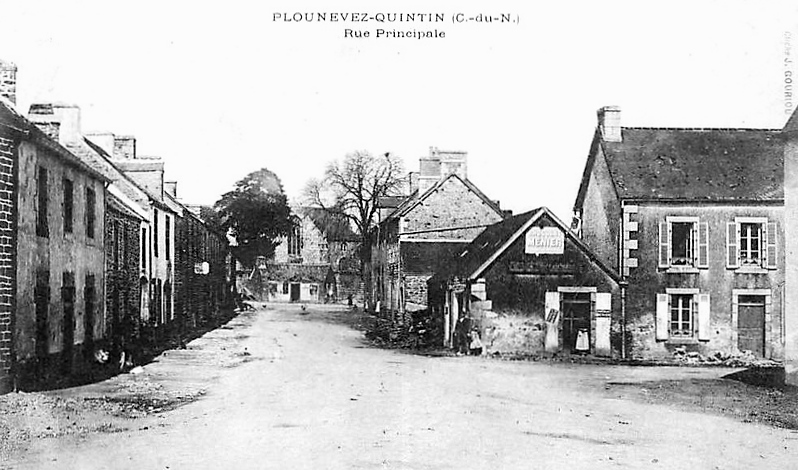
Plounévez-Quintn : la rue principale au début du XXe siècle (carte postale).
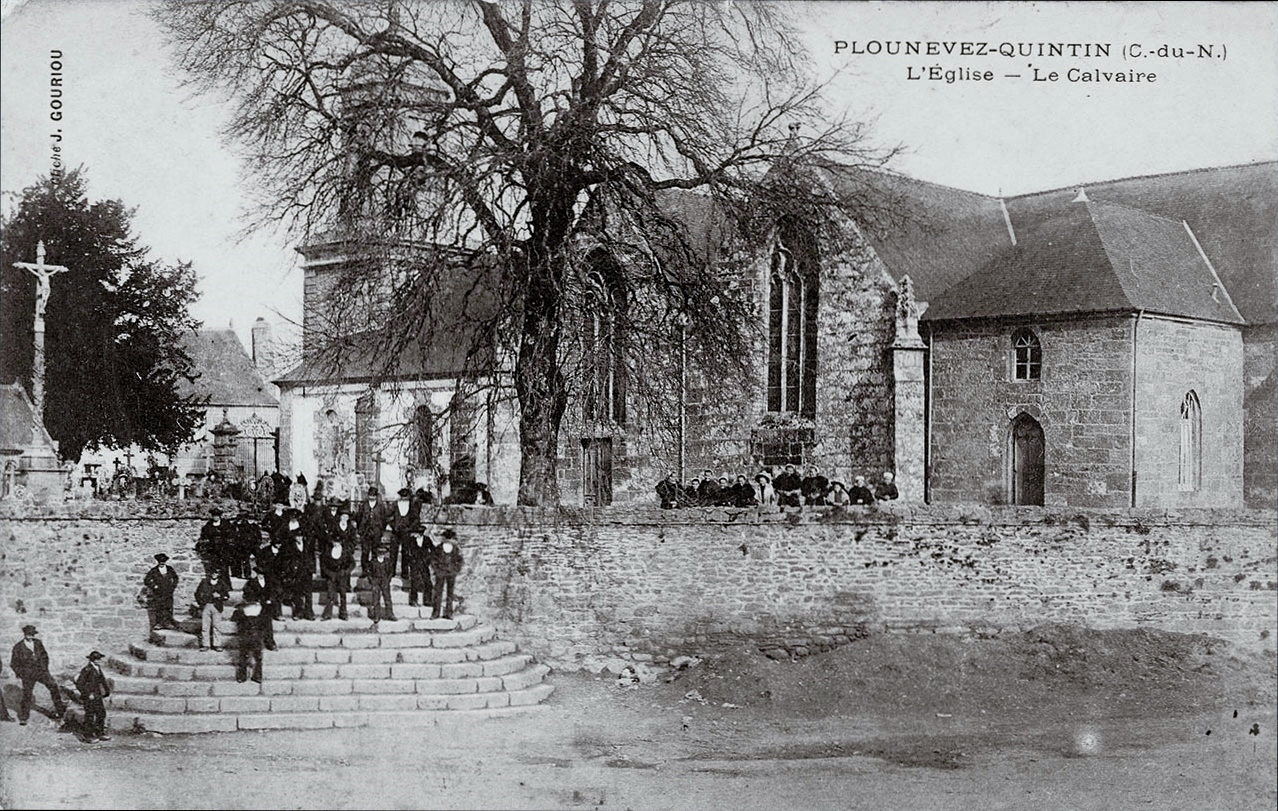
L'église, le calvaire et le cimetière de Plounévez-Quintin au début du XXe siècle (carte postale).
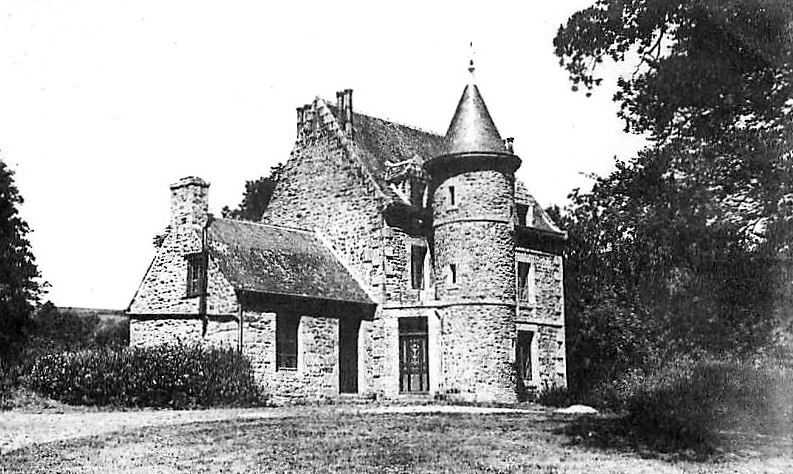
Le château de Trovran au début du XXe siècle (carte postale).

#### La Première Guerre mondiale

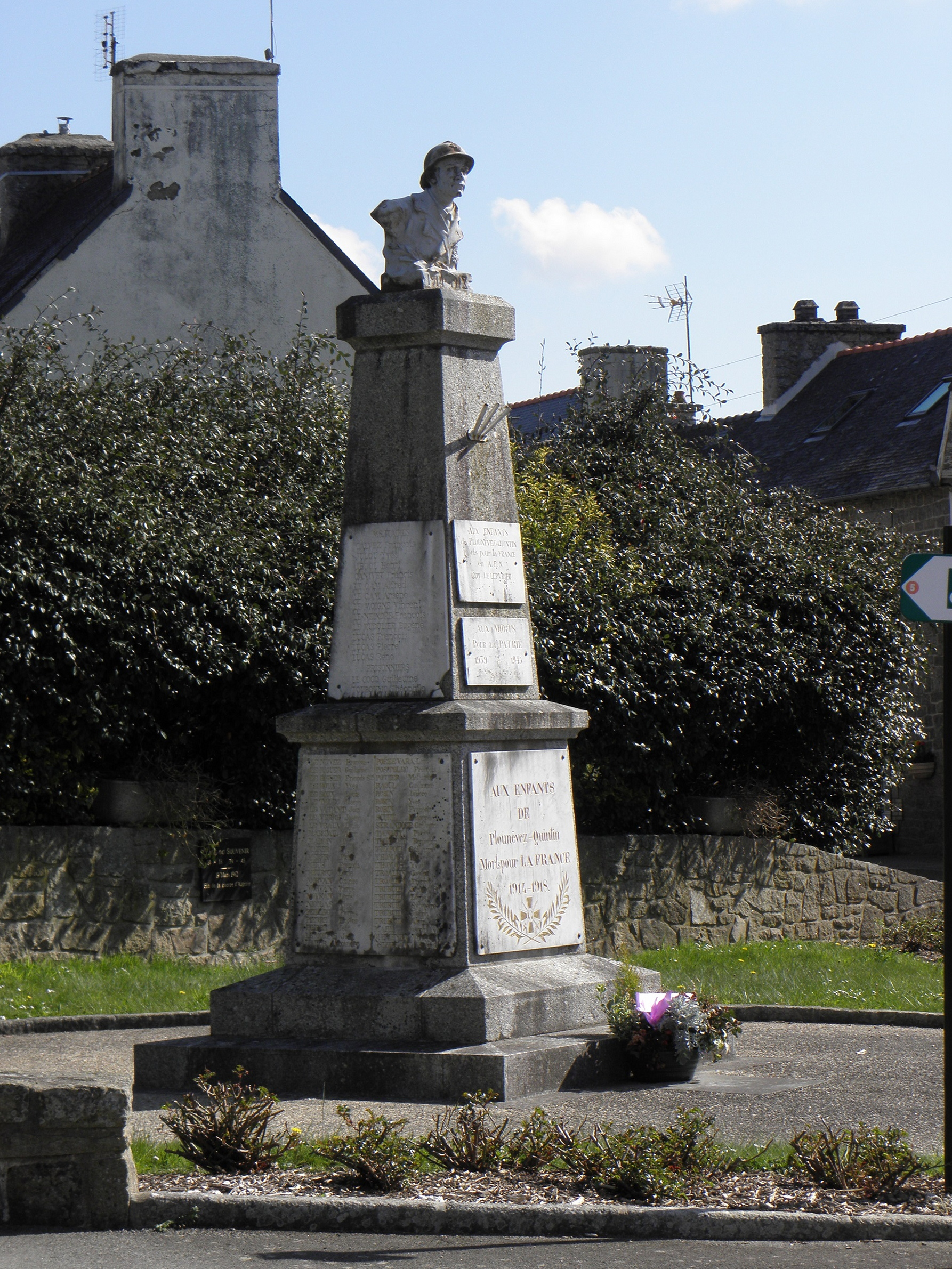
Le monument aux morts de Plounévez-Quintin.

Le monument aux Morts de Plounévez-Quintin porte les noms de 144 soldats et marins morts pour la Patrie durant la Première Guerre mondiale ; parmi eux Alfred Guénet, matelot, disparu en mer lors du naufrage du cuirassé Suffren torpillé par un sous-marin allemand le 26 novembre 1916 ; sept soldats sont morts sur le front belge (5 dès 1914 et 2 en 1915) ; trois sont morts dans les Balkans dans le cadre de l'expédition de Salonique (dont deux de maladie après l'armistice) ; un est mort (aussi de maladie après l'armistice) alors qu'il était prisonnier en Allemagne ; la plupart des autres sont décédés sur le sol français. Quatre soldats (Yves Belloeil, Joseph Buannec, François Postollec et Guillaume Thépot) ont été décorés de la Médaille militaire et de la Croix de guerre et un (Pierre Le Calvez) de la Croix de Guerre.

#### L'Entre-deux-guerres
Outre l'agriculture, l'exploitation de carrières de granite est l'autre activité économique importante de la commune.
En 1924 est créée l'"Association sportive de Plounévez-Quintin".

#### La Seconde Guerre mondiale
Le monument aux morts de Plounévez-Quintin porte les noms de 26 personnes mortes pour la France durant la Seconde Guerre mondiale ; parmi eux Ludovic Pinson, résistant, mort le 26 décembre 1944 au camp de concentration de Dachau et Stanislas Le Gallic, résistant, déporté au camp de concentration de Neuengamme et mort le 15 janvier 1945à Hambourg où il était affecté à un kommando de travail.
Pierre Millard, arrêté lors d'une rafle effectuée le 1er juillet 1944 à Saint-Nicolas-du-Pélem, est fusillé (après avoir été torturé par la Gestapo) le 16 juillet 1944 à Garzonval en Plougonver.
Pierre et René Lucas, deux frères, sont morts tous les deux tués à l'ennemi lors de la Débâcle, de même que Vincent Le Moigne, qui a été tué à l'ennemi le 25 mai 1940 à Blessy (Pas-de-Calais) et François Le Neindre, matelot, lors du naufrage du torpilleur Foudroyant le 1er juin 1940 lors de l'évacuation de la Poche de Dunkerque.
Le 9 mars 1944, un parachutage d'armes au profit des résistants FTP la compagnie Tito eut lieu à Plounévez-Quintin,.

#### L'après Seconde Guerre mondiale
Un soldat, Guy Le Lepvrier, originaire de Plounévez-Quintin, est mort pour la France durant la Guerre d'Algérie.

## Héraldique
| Blason de Plounévez-Quintin | Blason  | D'azur au chevron d'or accompagné de trois étoiles du même. |
| Blason de Plounévez-Quintin | Détails | Le statut officiel du blason reste à déterminer.            |

## Politique et administration
| Période                                  | Période    | Identité                         | Étiquette | Qualité |
| ---------------------------------------- | ---------- | -------------------------------- | --------- | --- |
| Les données manquantes sont à compléter. |            |                                  |           | |
| 1796                                     | 1804       | Jean Le Clech                    |           | |
| 1804                                     | 1807       | Guillaume Ruban                  |           | |
| 1807                                     | 1807       | Pierre Le Roux                   |           | Rentier. |
| 1807                                     | 1808       | Jacques Daguenel                 |           | Cultivateur. |
| 1808                                     | 1814       | Louis Feillet                    |           | Cultivateur. |
| 1814                                     | 1830       | René Emmanuel Ruellan du Créhu   |           | Propriétaire, administrateur de biens. Il habitait le manoir de Kerborgne. |
| 1830                                     | 1848       | Pierre Berthelot                 |           | Cultivateur. |
| 1848                                     | après 1855 | Jean Marie Merrien               |           | Notaire. |
| avant 1869                               | après 1869 | Pierre Philippe                  |           | Cultivateur. |
| 1880                                     | 1882       | Allain Le Provost                |           | Cultivateur. |
| 1882                                     | 1905       | François Marie Bahezre de Lanlay |           | Avocat. Il demeure en 1892 au château de Kerdufédec, dont il est propriétaire, en Plounévez-Quintin. Il s'installe ensuite à Paris tout en restant maire jusque vers 1899. C'est Yves Lucia, adjoint au maire, qui le supplée. |
| 1905                                     | 1908       | Charles Morvan                   |           | |
| 1908                                     | 1919       | Pierre Poëzevara                 |           | Cultivateur. |
| 1919                                     | après 1920 | Denis Le Vraux                   |           | Militaire puis agriculteur |
| Les données manquantes sont à compléter. |            |                                  |           | |
| mai 1953                                 | mars 1965  | Ollivier Perrien                 |           | Marchand de bestiaux |
| mars 1965                                | mars 1989  | Paul Thomas                      | DVG       | Directeur de l'école des garçons de 1949 à 1972 |
| mars 1989                                | juin 1995  | Pierre Caoulan                   |           | Agriculteur au village de Kerdénès |
| juin 1995                                | mars 2001  | Marie-Paule Berthelot            |           | |
| mars 2001                                | mai 2020   | Gwénaëlle Trubuilt               | DVG       | Agricultrice, Vice-présidente à la CC |
| mai 2020                                 | En cours   | Rémy Le Vot                      |           | Professeur du secondaire - retraité. |

## Démographie
L'évolution du nombre d'habitants est connue à travers les recensements de la population effectués dans la commune depuis 1793. Pour les communes de moins de 10 000 habitants, une enquête de recensement portant sur toute la population est réalisée tous les cinq ans, les populations de référence des années intermédiaires étant quant à elles estimées par interpolation ou extrapolation. Pour la commune, le premier recensement exhaustif entrant dans le cadre du nouveau dispositif a été réalisé en 2004.

En 2022, la commune comptait 1 057 habitants, en évolution de −4,08 % par rapport à 2016 (Côtes-d'Armor : +1,78 %, France hors Mayotte : +2,11 %).
| 1793  | 1800  | 1806  | 1821  | 1831  | 1836  | 1841  | 1846  | 1851  |
| ----- | ----- | ----- | ----- | ----- | ----- | ----- | ----- | ----- |
| 2 364 | 2 377 | 2 518 | 2 626 | 2 858 | 3 045 | 3 071 | 3 049 | 3 133 |

| 1856  | 1861  | 1866  | 1872  | 1876  | 1881  | 1886  | 1891  | 1896  |
| ----- | ----- | ----- | ----- | ----- | ----- | ----- | ----- | ----- |
| 2 464 | 2 372 | 2 655 | 2 563 | 2 556 | 2 511 | 2 549 | 2 569 | 2 564 |

| 1901  | 1906  | 1911  | 1921  | 1926  | 1931  | 1936  | 1946  | 1954  |
| ----- | ----- | ----- | ----- | ----- | ----- | ----- | ----- | ----- |
| 2 509 | 2 529 | 2 543 | 2 458 | 2 553 | 2 386 | 2 153 | 2 012 | 1 620 |

| 1962  | 1968  | 1975  | 1982  | 1990  | 1999  | 2004  | 2006  | 2009  |
| ----- | ----- | ----- | ----- | ----- | ----- | ----- | ----- | ----- |
| 1 506 | 1 317 | 1 255 | 1 187 | 1 145 | 1 180 | 1 112 | 1 115 | 1 085 |

| 2014  | 2019  | 2022  | - | - | - | - | - | - |
| ----- | ----- | ----- | - | - | - | - | - | - |
| 1 104 | 1 071 | 1 057 | - | - | - | - | - | - |

## Enseignement
- L'école primaire publique de Plounévez-Quintin a, en 2022, 76 élèves.
- L'école privée Saint-Joseph a fermé dans la dernière décennie du XXe siècle.

## Culture locale et patrimoine

### Lieux et monuments
- Chapelle Notre-Dame de Kerhir (XVIe siècle)[45]. Elle a fait l'objet d'un long chantier de restauration de 2005 à 2007, avec consolidation, démontage et restauration des décors de la voûte polychrome et dorée de 165 mètres carrés à reposer celle-ci avec des greffes, réalisée au XIXe siècle a fresco par Raphaël Donguy (1812-1877).  Inscrit MH (1964)[46].

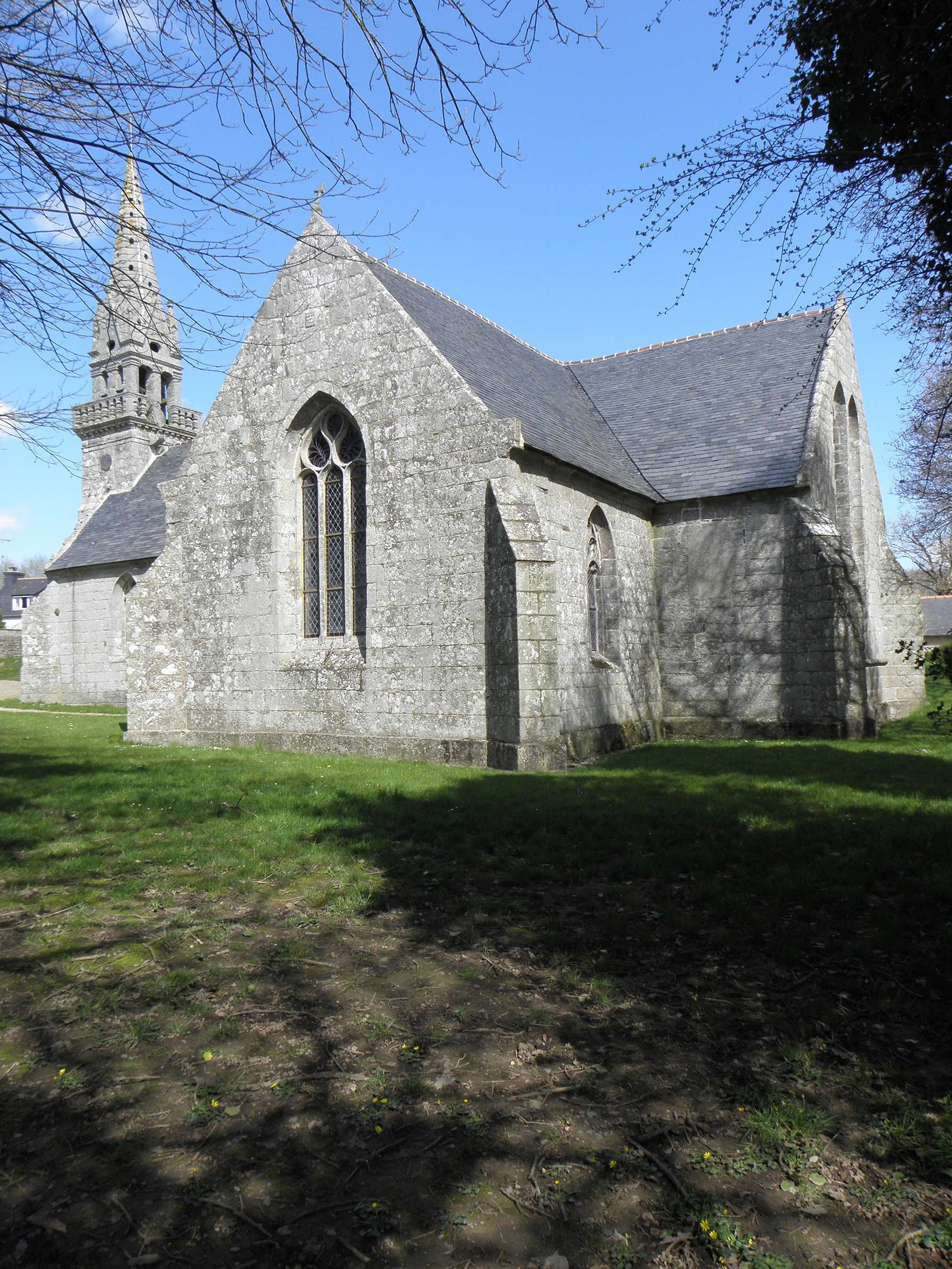
Chapelle Notre-Dame de Kerhir : vue extérieure d'ensemble.
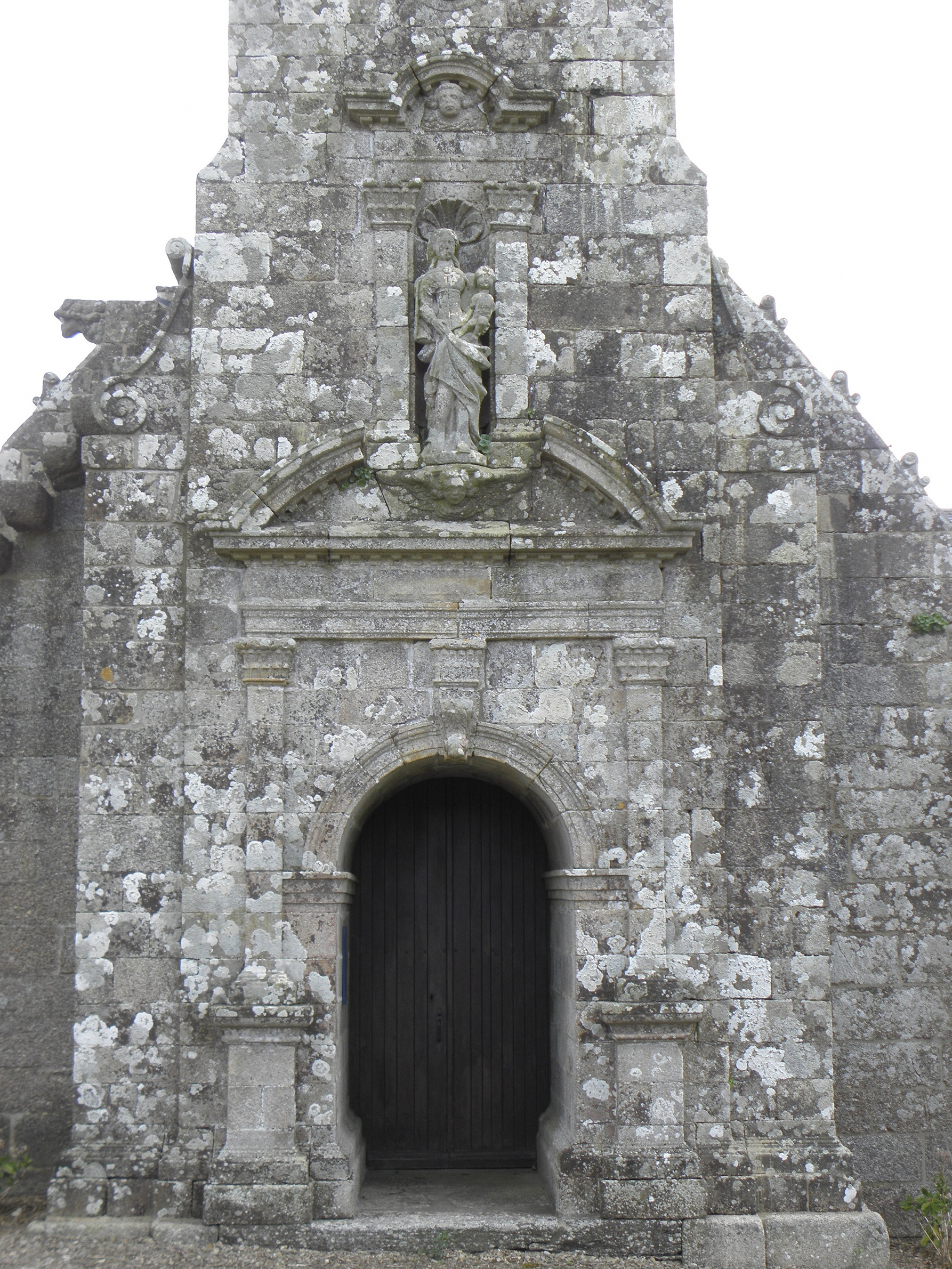
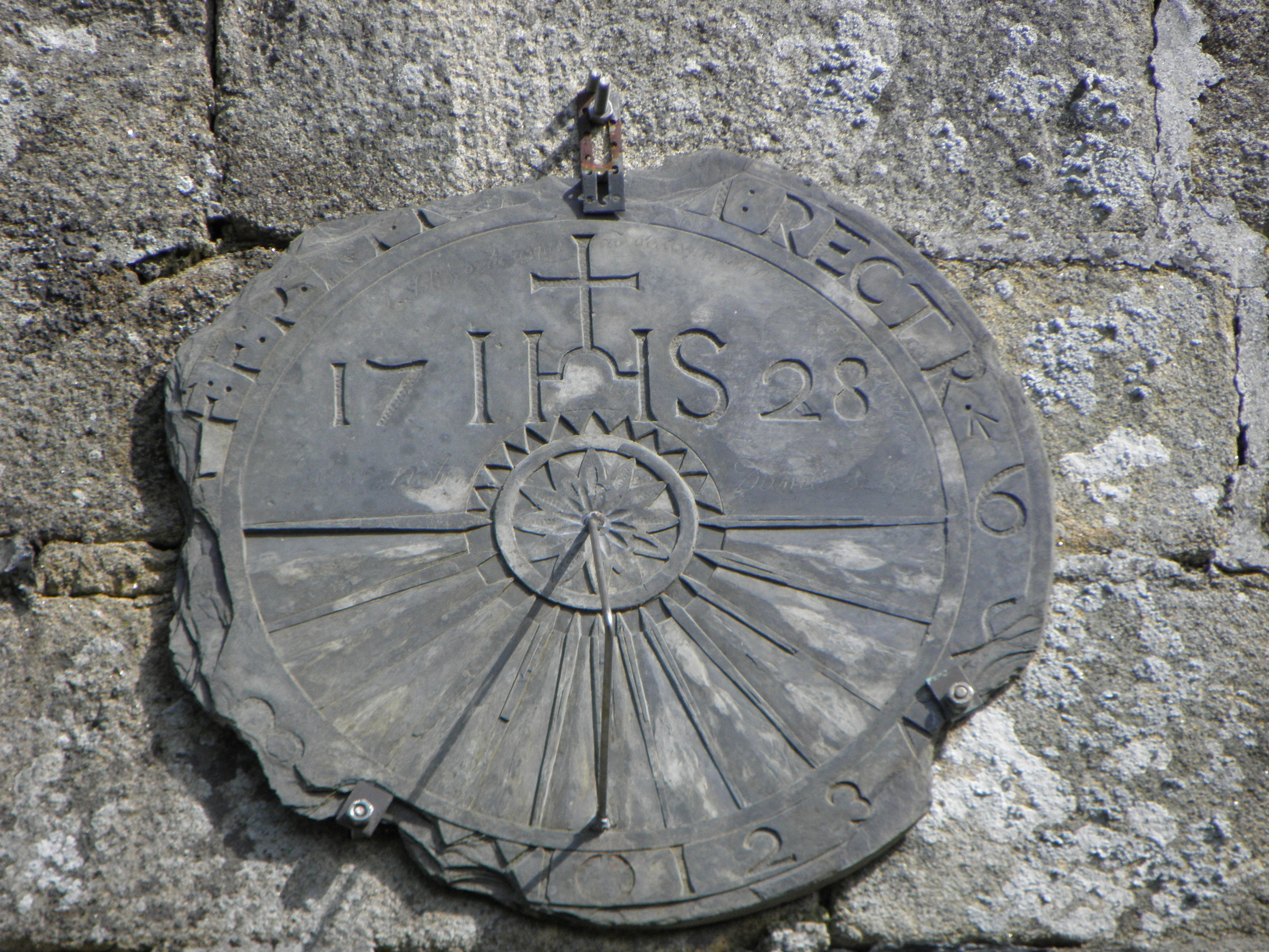
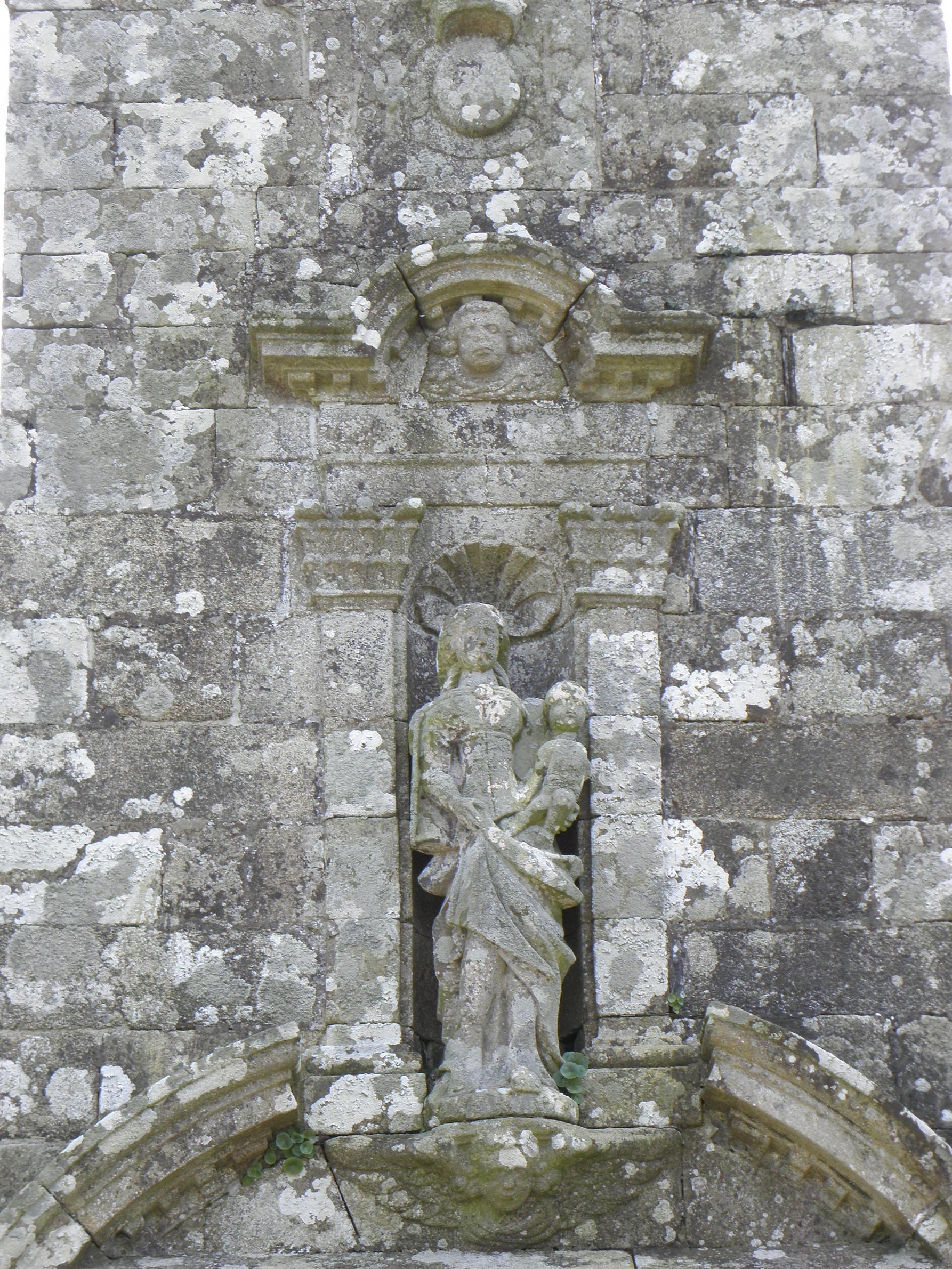

- Chapelle Saint-Colomban et son calvaire : inscrits aux monuments historiques par arrêté du 7 octobre 1964[47].

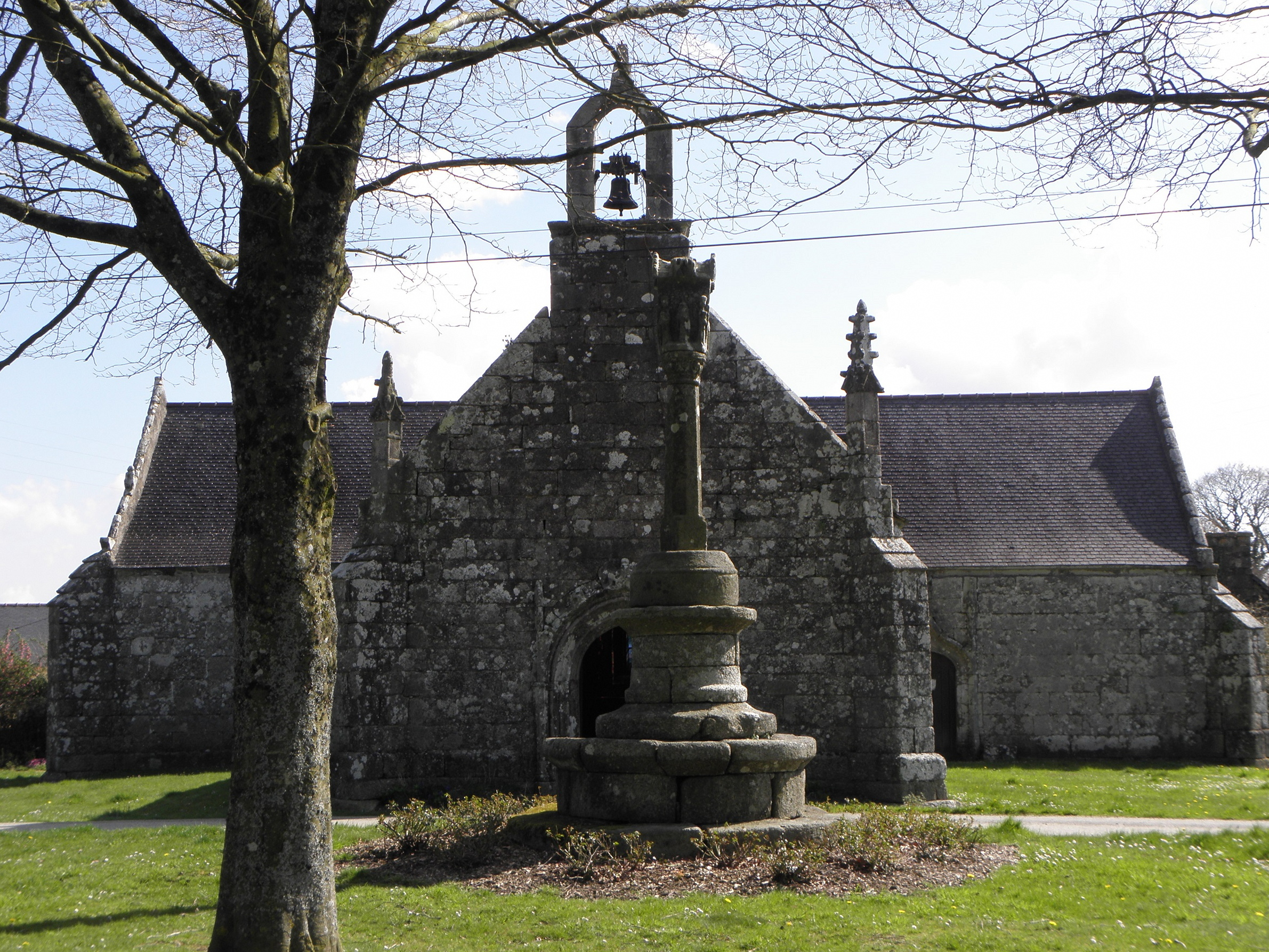
Chapelle Saint-Colomban : vue extérieure d'ensemble.
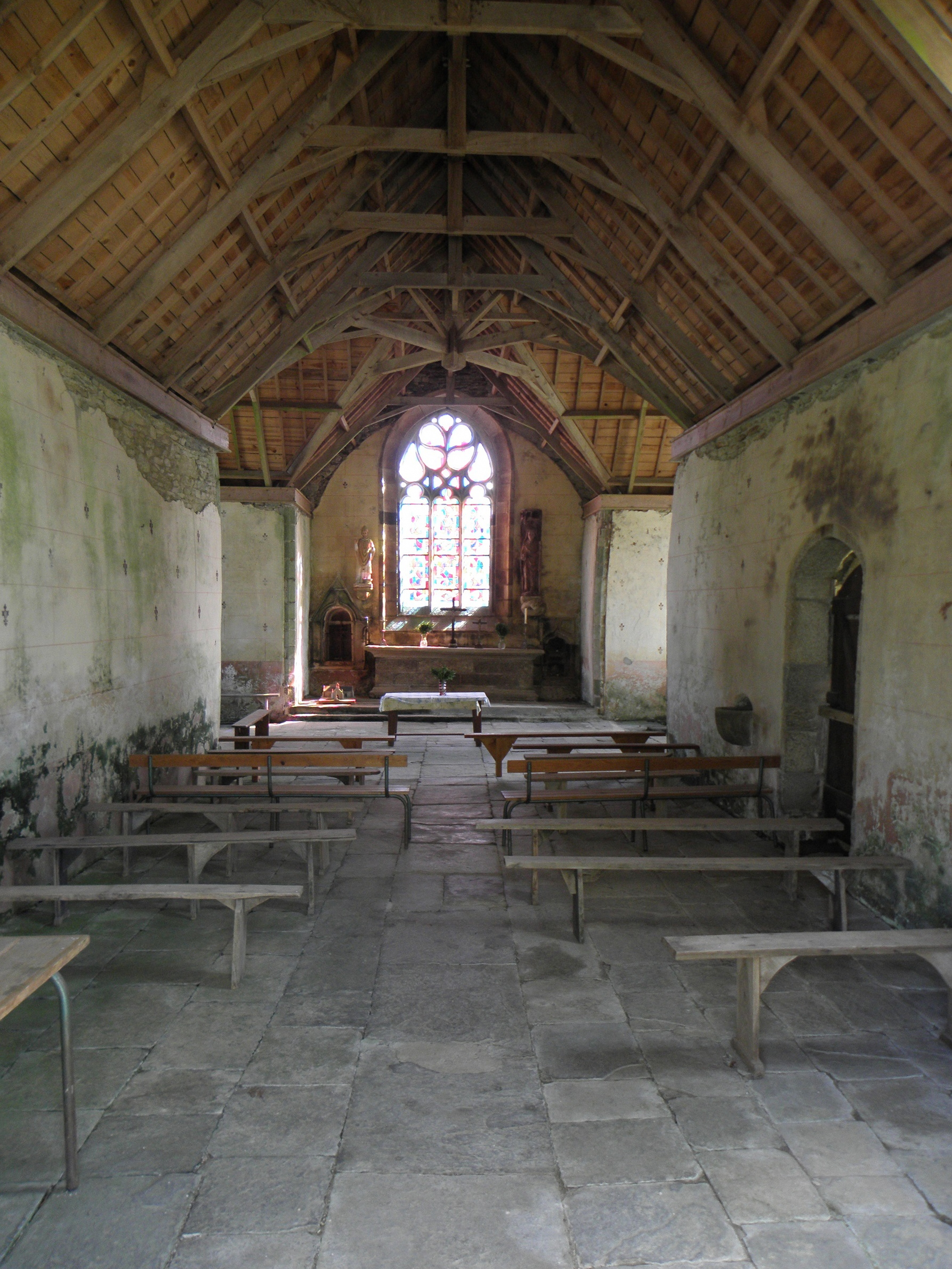
Chapelle Saint-Colomban :vue intérieure d'ensemble.
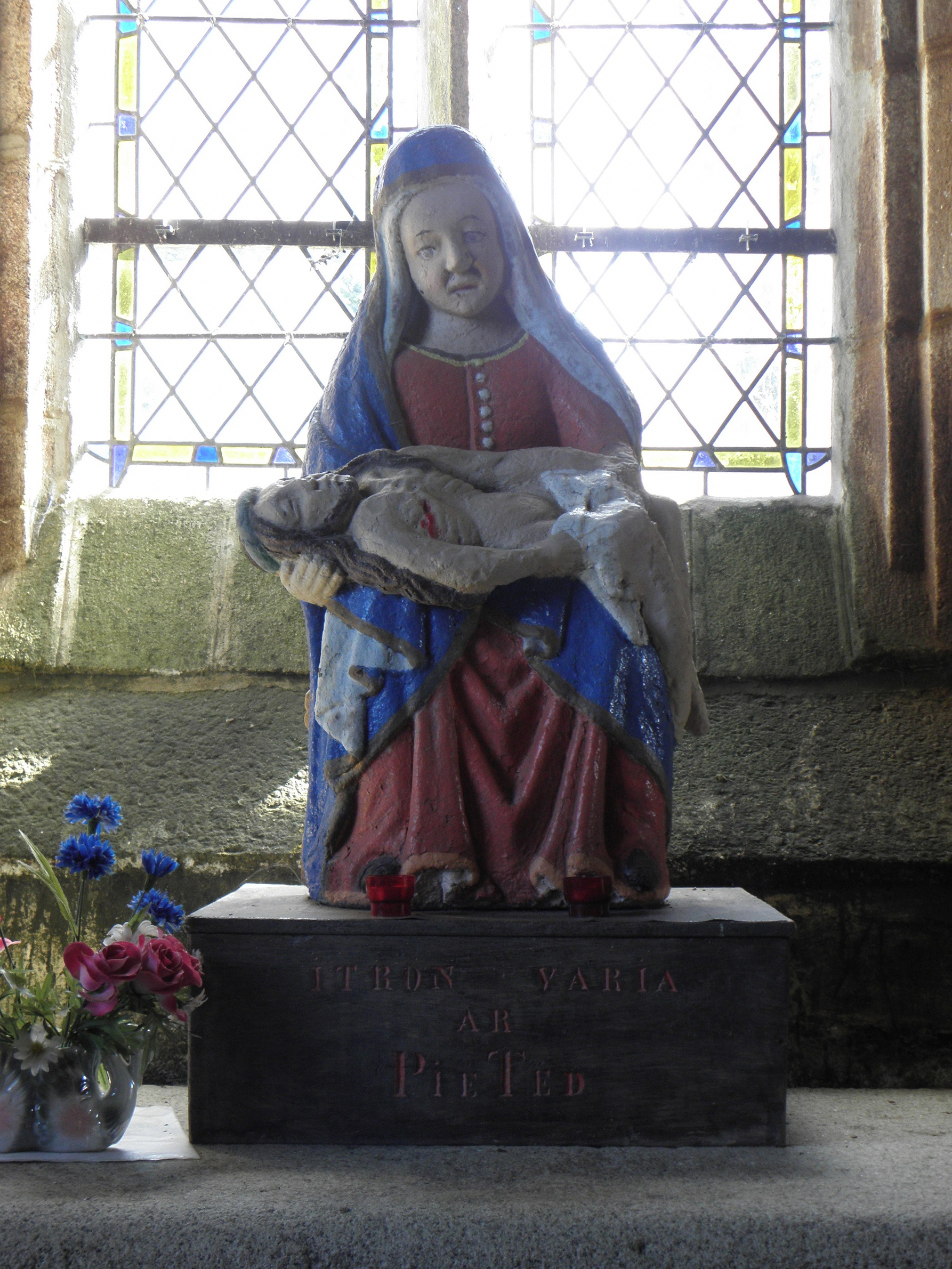
Chapelle Saint-Colomban :statue de Notre-Dame-de-Pitié.
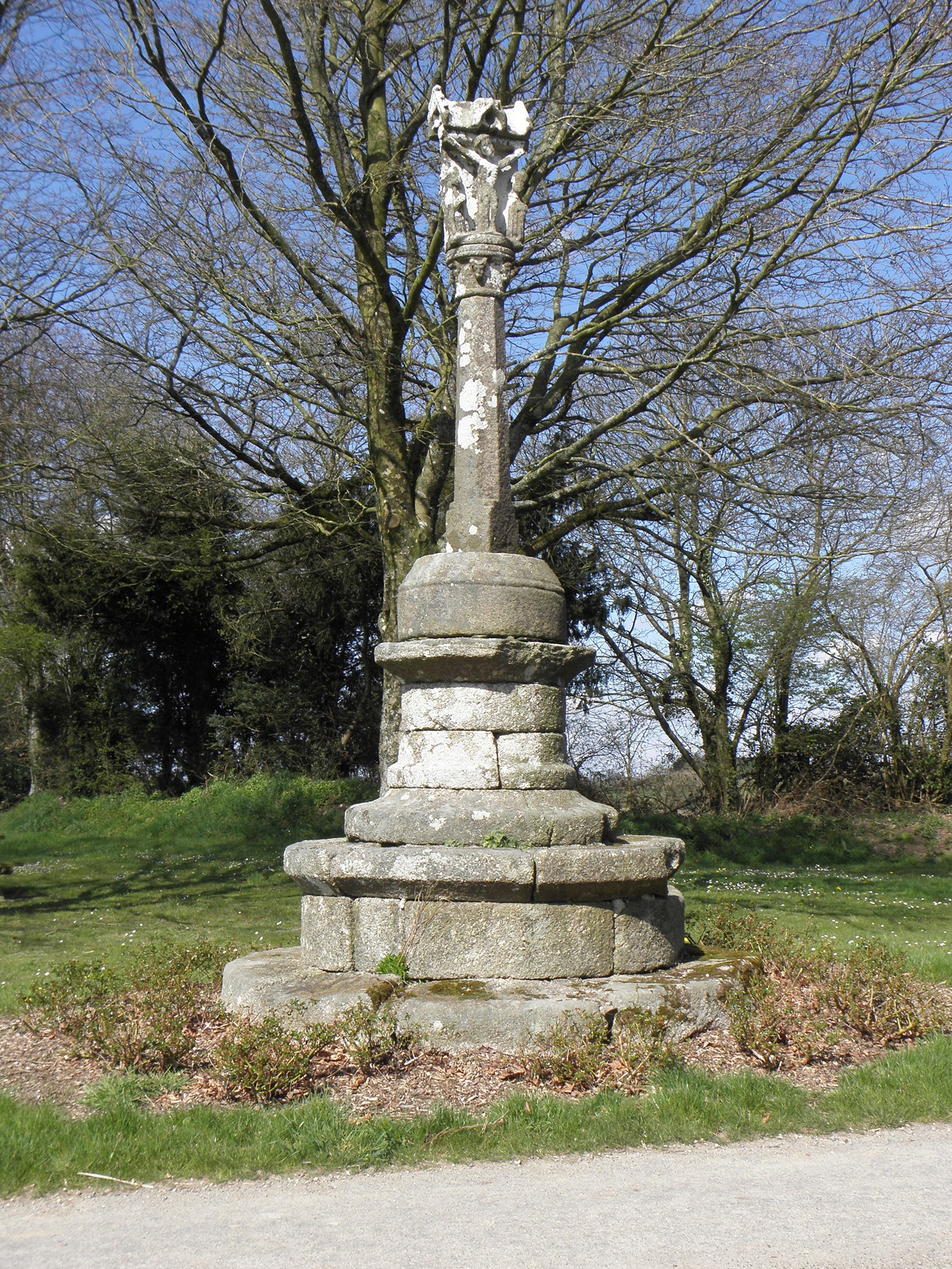
Le calvaire près de la chapelle Saint-Colomban.

- Église paroissiale Saint-Pierre : construite au XVIe siècle, reconstruite partiellement en 1784-1785 et restaurée en 1864[48] ; elle a été inscrite aux monuments historiques par arrêté du 10 février 1964[49]. Son Chemin de Croix, œuvre de Xavier de Langlais, date de 1931-1932.

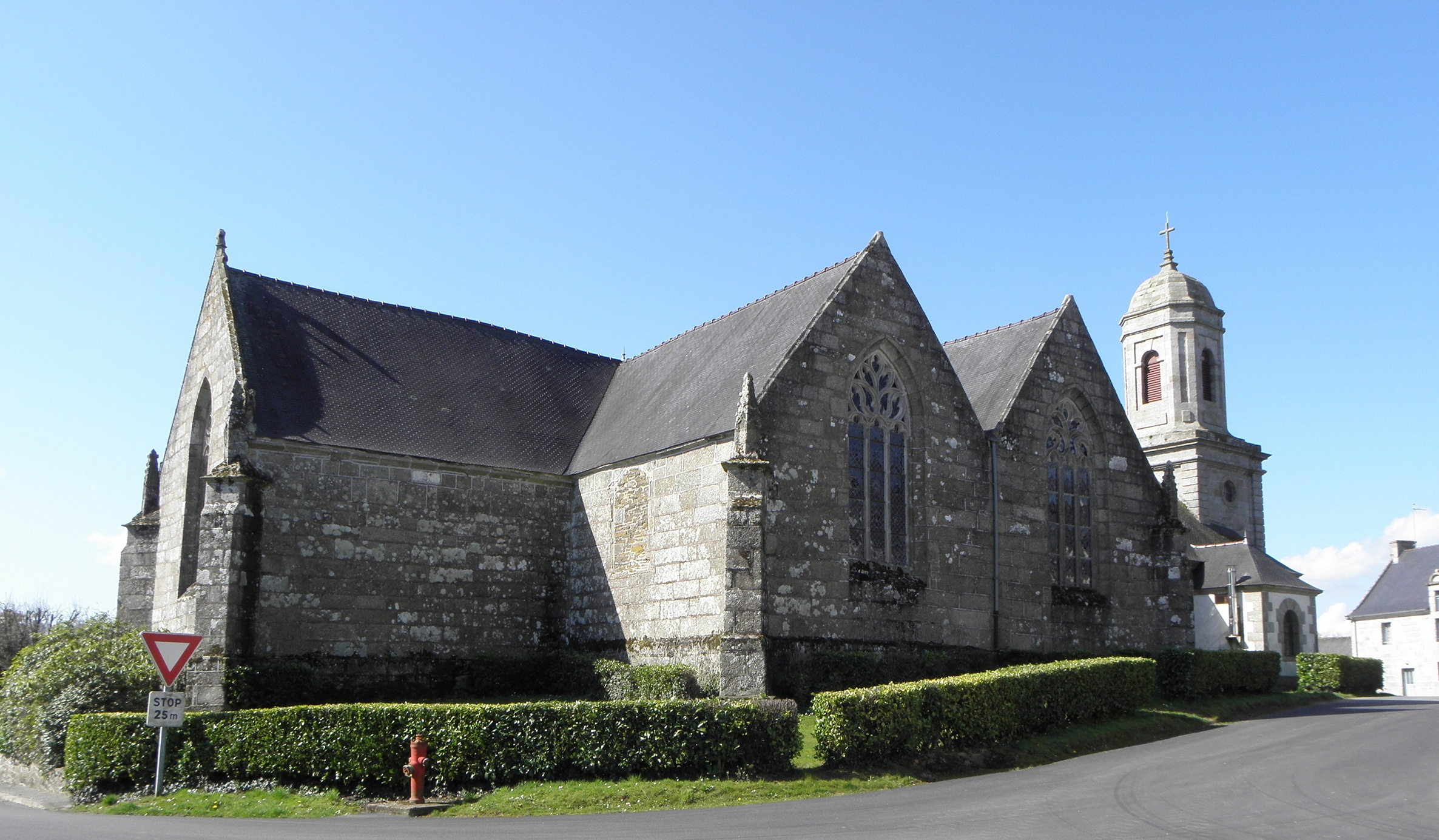
Église Saint-Pierre : Vue extérieure d'ensemble.

- La chapelle Saint-Roc'h, fondée par Claude de Lannion, seigneur du Vieux-Chastel, date du XVIIe siècle. Devenue propriété communale en 2001, la chapelle St Roch et ses alentours méritent assurément une visite. La chapelle bénéficie actuellement d'un programme de restauration et diverses animations sont régulièrement organisées à cet effet. Depuis 2017, une association "Mignoned Sant Roch" (les amis de St Roch) a pour but de préserver , restaurer et animer le site de St Roch comprenant la chapelle St Roch et sa fontaine éponyme , ainsi que le pont en orthostates de granite enjambant Le Blavet.
- L'association Mignoned Sant Roch est reconnue comme organisme d'intérêt général. Site internet : www.associationmignonedsantroch.fr
- Chaque 3ème dimanche de septembre une fête nommée "Gouel Sant Roch" permet d'associer le pardon religieux de la chapelle et un temps d'animation mêlant repas champêtre , exposition artisanale , danses bretonnes et chorégraphie du cercle celtique "Les Blés d'Or " de St Nicolas du Pélem.

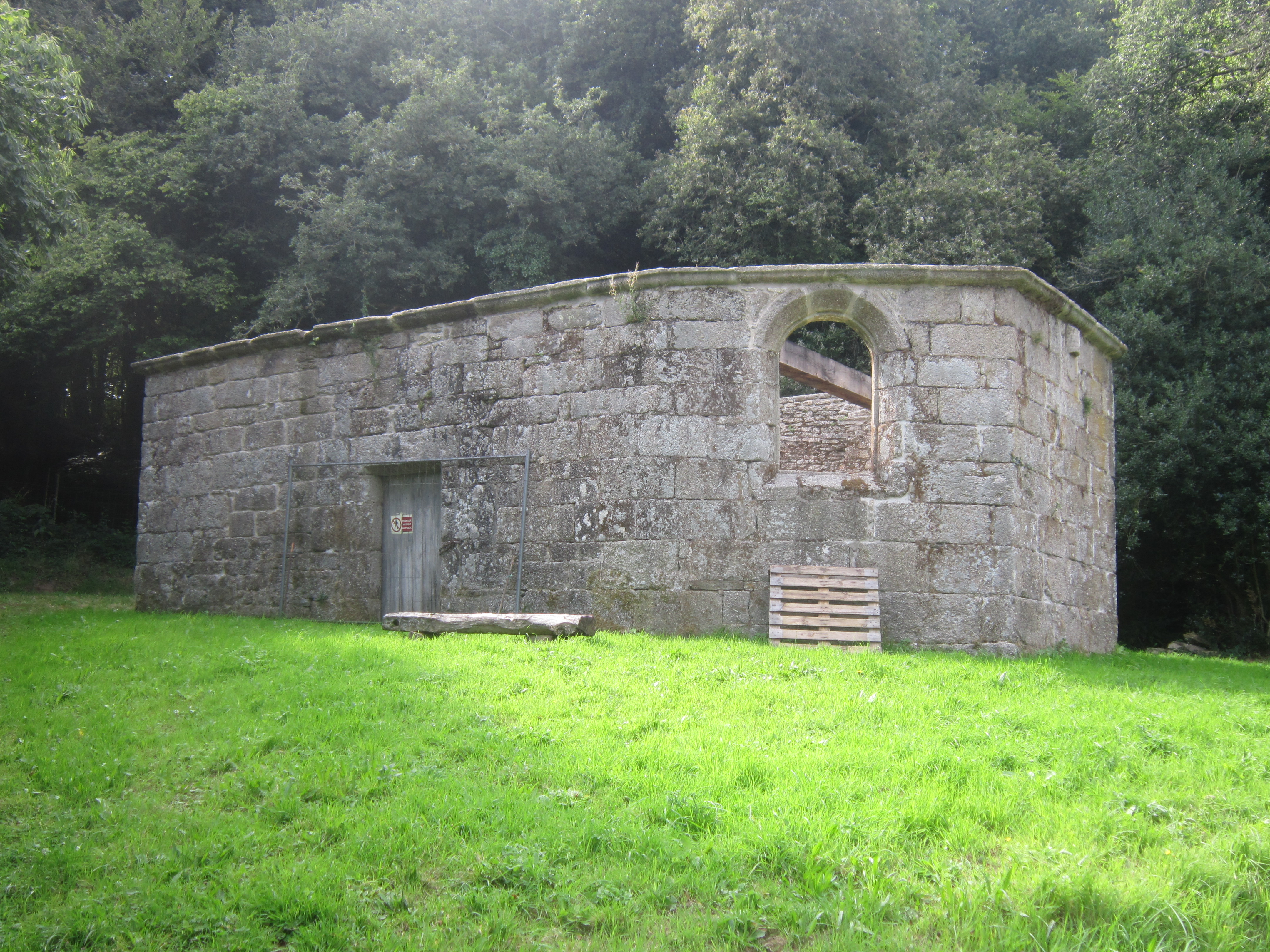
Plounévez-Quintin : la chapelle Saint-Roc'h a fait l'objet d'une première phase de restauration en 2020 afin d'éviter qu'elle ne soit considérée comme une ruine . L'édifice nécessite à présent la pose d'une charpente et d'une toiture. L'association Mignoned Sant Roch s'y emploie.
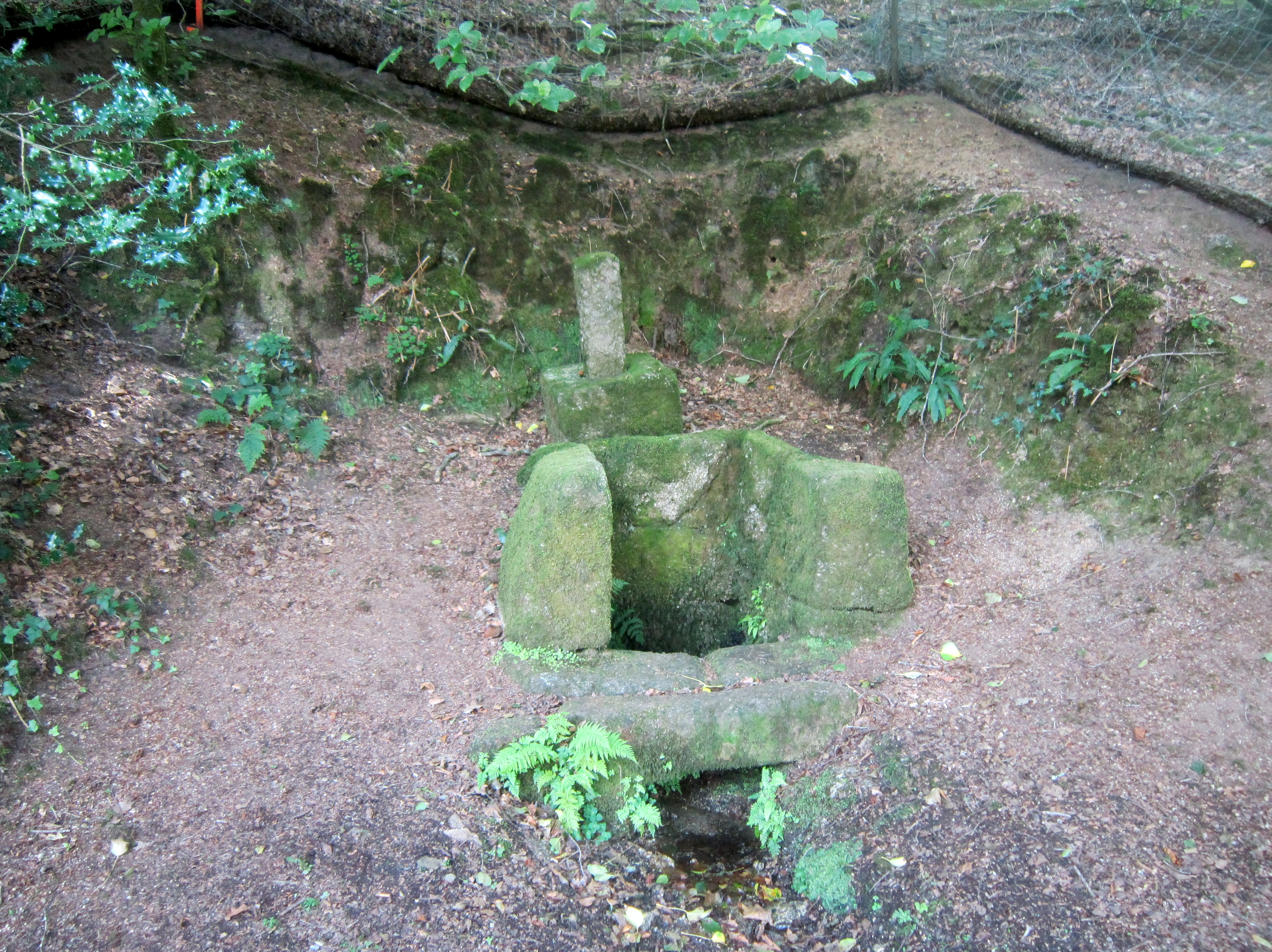
Plounévez-Quintin : la fontaine de dévotion proche de la chapelle Saint-Roc'h.De construction plus récente que la chapelle St Roch, la fontaine St Roch se situe à mi distance entre la chapelle et le pont enjambant le Blavet. L'eau de la fontaine est réputée pour soigner les maladies de peau.

- Manoir de Kerborgne (ou Keramborgne) : datant du XVIIe siècle, il se situe sur la rive droite du Blavet, sur la route de Sainte Tréphine. Propriété successive des familles Drouallan ou Droüalen[29] (au XVIe siècle), Quenec'h-Quivilly (aux XVIe et XVIIe siècles), Tanvarn, Ruellou ou Ruellan du Clehu, Le Gentil de Rosmorduc et Terlinden. Il possédait une chapelle privée, un moulin, un four à pain, un colombier et un souterrain.

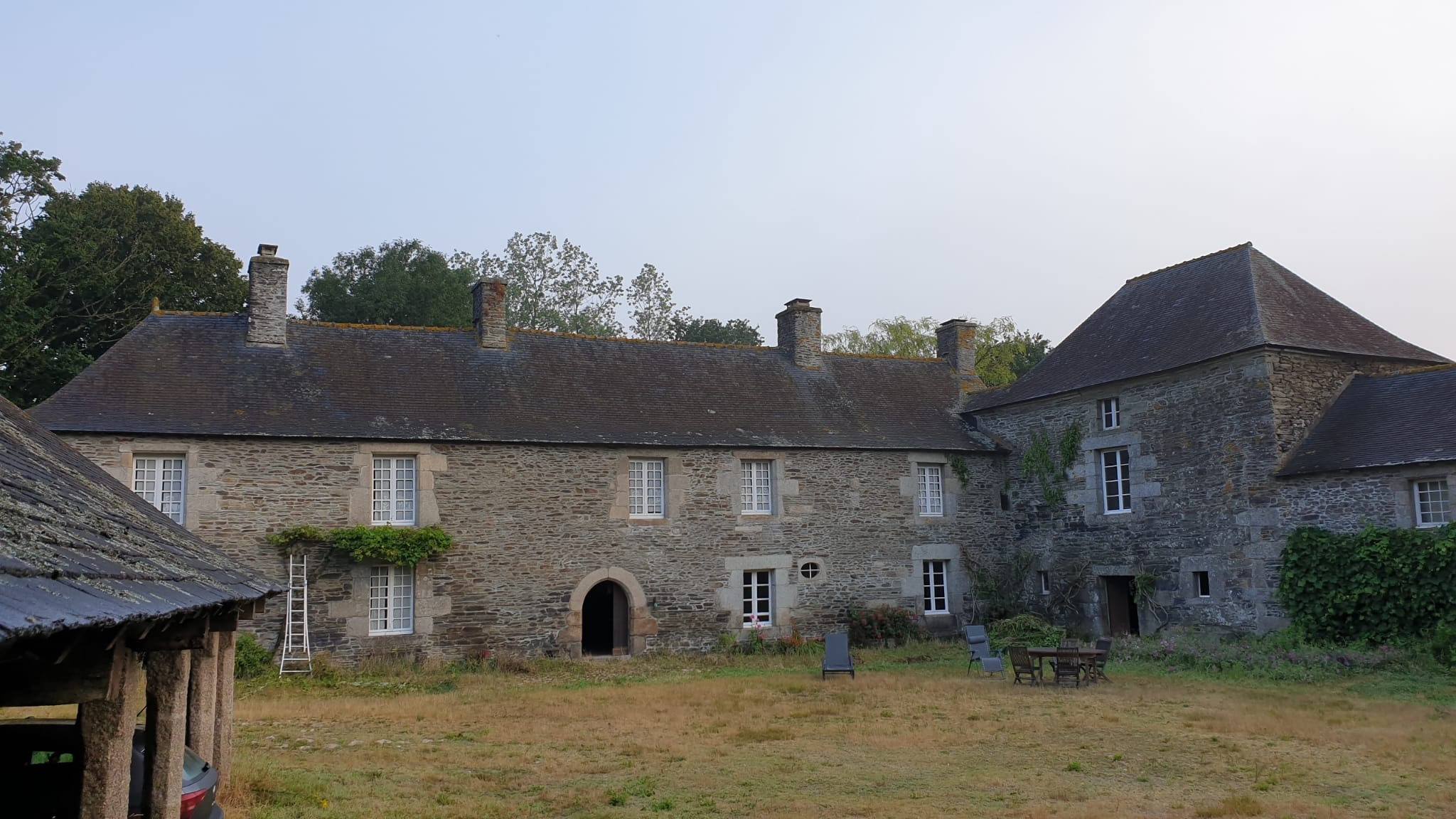
Manoir de Kerborgne

- Le manoir de Penquer (XVIe siècle).

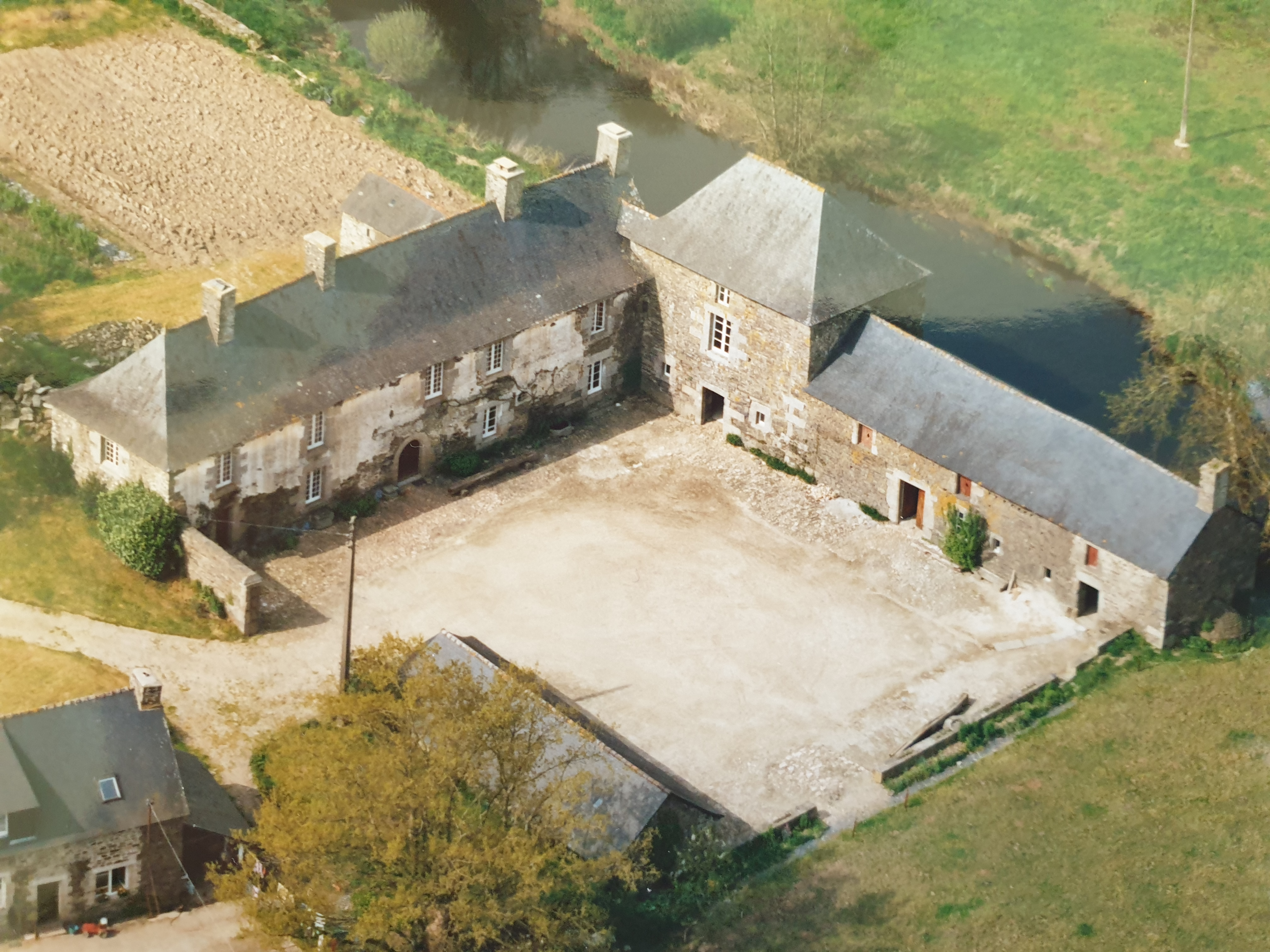

- Le manoir de Kergontrary ou Kergontraly (XVIIe siècle).
- Le manoir de Kerlufudec (ou Kerluvédec) (XIXe siècle).
- Les moulins à farine de Kervezot[50], de Conan[51], de Quérou[52], de Crépès[53], de Ker Borgne[54].
- Village Saint-Joseph : cette fondation, créée en 1998[55] par un couple, Katia et Nathanaël Gay, qui a acheté l'ancienne école Saint-Joseph de Plounévez-Quintin, est un lieu d’accueil familial pour aider des personnes en difficulté[réf. nécessaire].

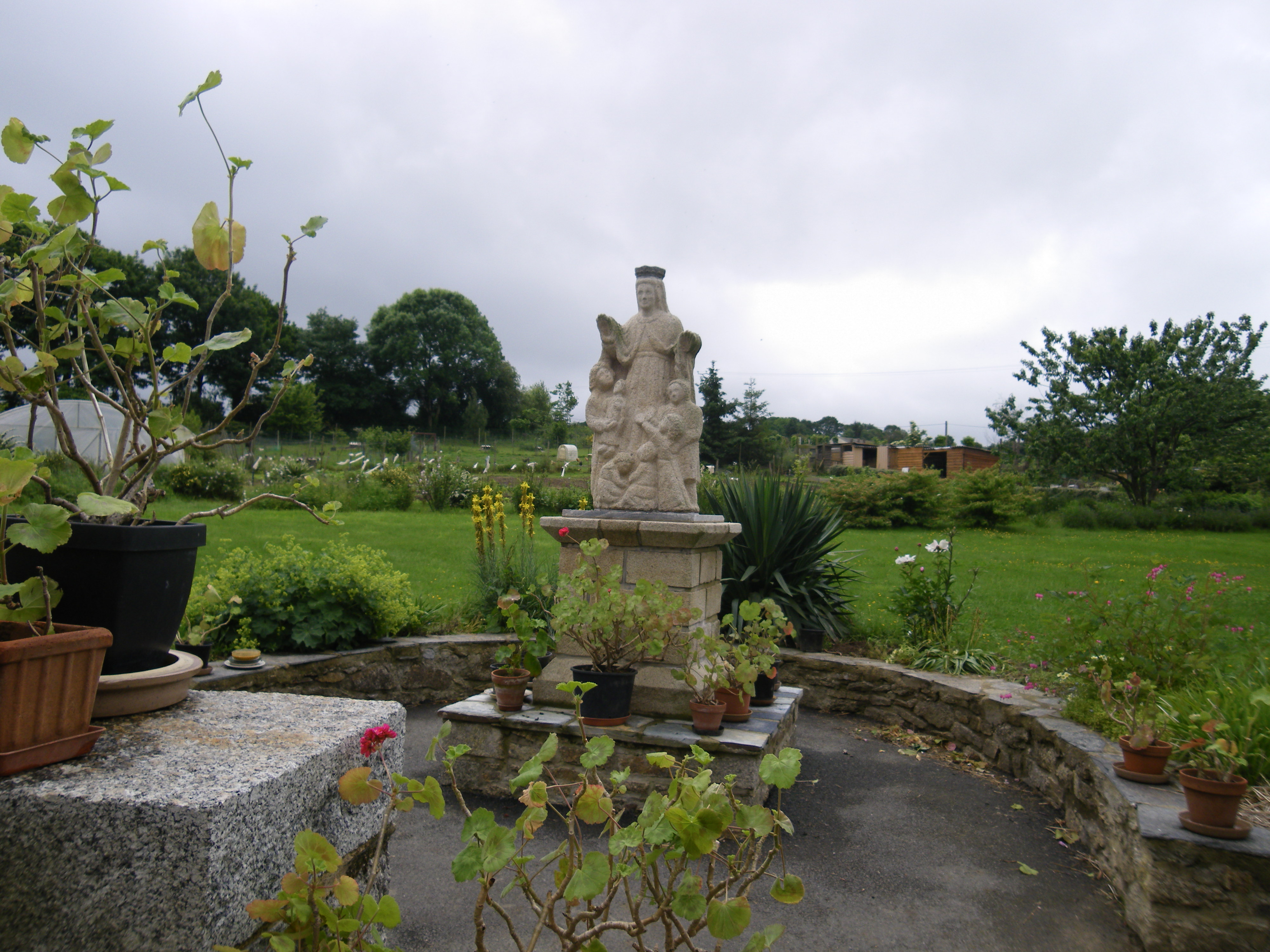
Village Saint-Joseph : groupe statuaire.

- La commune est aussi connue aussi pour le granit de Kergontraly (la carrière est désormais fermée)[56].